# Pékin Express
Pour le film, voir Pékin Express (film).
Cet article concerne l'émission Pékin Express en général. Pour la saison en cours, voir Pékin Express : La Route des tribus légendaires.
Pékin Express est une émission de télévision française de téléréalité diffusée en France, sur M6 depuis le 15 janvier 2006 et en Belgique et au Luxembourg sur RTL Club depuis le 30 septembre 2009 (anciennement sur RTL Plug puis RTL TVI). Elle est présentée par Stéphane Rotenberg depuis la première saison.
L'émission est adaptée de la version néerlando-belge Peking Express, conçue en 2004, coproduite par VT4 et Net5.
Pour les saisons classiques, il s'agit d'une course entre plusieurs binômes, lesquels s'affrontent durant des étapes à travers différents pays. Le but est d'arriver toujours en tête pour amasser des amulettes de valeurs différentes et ainsi les cumuler pour espérer gagner jusqu'à 50 000 € ou 100 000 € suivant les saisons. À chaque étape un binôme risque l'élimination. Pour les éditions spéciales, le principe est généralement le même, mais elles marquent le retour de candidats ayant déjà participé à l'émission, ou de célébrités.
En juin 2014, l'émission subit un coup d'arrêt. Les audiences s'étant essoufflées lors des dernières saisons, M6 décide de ne pas reconduire l'émission. Cependant, quatre ans plus tard, en 2018, la chaîne annonce le retour de l'émission pour une onzième saison.
Ce jeu télévisé peut s'apparenter à l'émission The Amazing Race qui, elle aussi, suit des binômes dans une course, mais autour du monde.

## Principe
Sont présentées ci-après les règles présentes pendant au moins trois saisons. Pour des règles n'apparaissant qu'une ou deux fois, il faut se référer à l'article de la saison concernée.

### Généralités
Des binômes s'affrontent lors d'une course. Ils ont pour seul budget un euro par jour et par personne. Ils doivent donc faire de l'auto-stop pour rallier le point d'arrivée et se faire offrir le gîte et le couvert chez l'habitant, s'ils ne veulent pas passer une nuit dehors, sans manger. Les étapes sont généralement longues en termes de distance et sont donc découpées en plusieurs jours de tournage. Le but pour chaque binôme est d'arriver en première position à l'issue de chaque étape et ainsi amasser des amulettes de valeur différente pour espérer gagner 50 000 € (saisons 1, 6, 10 et 16) ou 100 000 € (autres saisons) lors de la finale. Lorsqu'un binôme arrive en dernier, il risque l'élimination.

### Épreuves

#### Épreuve d'immunité
L'épreuve d'immunité est présente depuis le premier épisode. Elle permet à plusieurs binômes de s'affronter lors d'une courte épreuve sportive, de logique, d'adresse, etc. Le binôme qui l'emporte est ainsi immunisé, et est assuré de participer à la prochaine étape. Stéphane Rotenberg symbolise cette immunité, en collant un dossard de couleur rouge sur le sac à dos des deux coéquipiers.

#### L'épreuve pour l'avantage
Dans chaque saison, certaines épreuves (notamment à partir des quarts-de-finale), les épreuves d'immunités sont remplacées par des épreuves pour gagner un avantage. On peut y gagner le plus souvent possible une extra-amulette ou encore le drapeau rouge.

#### Le panneau voiture interdite
Mis en place depuis le retour de l'émission en 2018 (saison 11), et présent à chaque saison depuis, ce panneau peut être positionné à différents endroits durant la course. Dès que les candidats le voient, ils doivent immédiatement descendre de voiture, pour prendre le nouveau moyen de locomotion imposé par la production (par exemple : un kayak, un vélo, un tuk-tuk, un pédalo , etc.),,,.

#### Duel final
Mis en place depuis le retour de l'émission en 2018 (saison 11), et présent à chaque saison depuis, il permet au binôme arrivé dernier de l'étape, de ne pas être forcément éliminé. Il choisit parmi les autres binômes arrivés avant lui (sauf les premiers et les immunisés), lequel il veut affronter. Deux candidats (un par binôme) partent alors pour un court-circuit, au cours duquel est proposée une mission à réaliser. S'ils la réussissent, ils peuvent revenir à leur point de départ. Le premier des deux candidats à retrouver Stéphane Rotenberg et son coéquipier, qualifie son binôme pour la semaine suivante. Celui arrivé après, fait ouvrir l'enveloppe noire à son binôme,,.

#### La balise infernale
Cette règle est présente entre la saison 5 et la saison 11. Le principe en est simple : de manière aléatoire, la balise d'un binôme peut sonner. À cet instant, les candidats sont immobilisés pour 15 min,.

#### Le quiz express
Présent depuis 2019 et la saison 12, il remplace la règle de la balise infernale. Durant l'étape où il est mis en place, dès qu'un binôme monte en voiture, il doit demander au chauffeur de mettre la radio sur une certaine fréquence. À intervalles réguliers, Stéphane Rotenberg intervient pour poser des questions aux candidats. S'ils y répondent bien, ils peuvent rester dans le véhicule, mais au contraire, s'ils se trompent, ils doivent descendre immédiatement de la voiture pour en chercher une autre,.

#### La contrainte
Apparue lors de la saison 6, où les équipes avaient la contrainte du chauffeur (choisir uniquement des véhicules ayant un chauffeur sans moustache), elle est ré-apparue à plusieurs reprises lors des saison 8, saison 9 et saison 11. Pour différentes contraintes, notamment celle du véhicule avec une plaque d'immatriculation qui devait comporter un chiffre bien spécifique lors de la saison 8, et un modèle de voiture bien spécifique pour la saison 11. Puis, la contrainte du chauffeur lors de la saison 9, où les équipes ne pouvait monter dans un véhicule qu'avec un chauffeur ayant un prénom ou un nom de famille commençant par U, S ou A.

### Objets

#### Le drapeau rouge
Seule règle conservée depuis la première saison, le binôme qui l'a en sa possession peut l'agiter devant ses concurrents dès qu'il les croise. À cet instant, le binôme visé doit s'arrêter pendant 15 min.

#### Le drapeau noir
Présent depuis la saison 4, il rétrograde automatiquement d'une place le binôme qui l'a en sa possession lors de l'arrivée. Pour s'en débarrasser, les binômes doivent en croiser un autre et leur transmettre. Depuis la saison 12, ceux l'ayant à l'arrivée sont directement envoyés au duel final.

#### Le drapeau blanc
Nouvelle règle introduite en 2024, à partir de la saison 18, le drapeau blanc fait son apparition. Contrairement aux drapeaux rouge et noir, ce drapeau permet aux binômes d'être exempté du duel final.

#### L'enveloppe noire
Présente sur toutes les saisons depuis la quatrième (sauf la treizième et  la dix-neuvième) elle indique au binôme arrivé en dernier s'il est éliminé ou non. En effet, cachetée avant le début de la course, elle peut contenir la mention « Éliminatoire » ou « Non éliminatoire ». La première signifie que le binôme est éliminé, puisque l'étape était éliminatoire ; la deuxième permet au binôme de rester dans la course, puisque l'étape était non éliminatoire, mais elle leur donne un gros handicap pour l'étape suivante. L'enveloppe n'est ouverte qu'à la fin de l'étape.

## Saisons

### Déroulement
| Saisons | Saisons                                                    | Pays traversés                                        | Nombre de binômes | Diffusion française                | Vainqueurs              | Gain                      |
| ------- | ---------------------------------------------------------- | ----------------------------------------------------- | ----------------- | ---------------------------------- | ----------------------- | ------------------------- |
| 1       | La Route du Transsibérien                                  | France Russie Mongolie Chine                          | 11                | Du 15 janvier au 1er avril 2006    | Fathi et Médi           | 31 000 €                  |
| 2       | La Route de l'Himalaya                                     | Chine Népal Inde                                      | 11                | Du 20 mars au 22 mai 2007          | Nadine et Sylvie        | 52 000 €                  |
| 3       | La Route des Incas                                         | Brésil Bolivie Pérou                                  | 10                | Du 22 janvier au 8 avril 2008      | Gérard et Cédric        | 46 000 €                  |
| 4       | La Route des dragons                                       | Vietnam Cambodge Laos Thaïlande Indonésie             | 10                | Du 24 avril au 10 juillet 2009     | Albert et Laurence      | 100 000 €                 |
| 5       | La Route du bout du monde                                  | Équateur Chili Argentine                              | 10                | Du 13 avril au 29 juin 2010        | Cécilia et Matthieu     | 69 000 €                  |
| 6       | Duos de choc (1re édition spéciale)                        | Inde                                                  | 6                 | Du 6 novembre au 25 décembre 2010  | Taïg Khris et Chloé     | 30 000 € (pour l'UNICEF)  |
| 7       | La Route des grands fauves                                 | Égypte Kenya Tanzanie Lesotho Afrique du Sud          | 10                | Du 20 avril au 6 juillet 2011      | Jean-Pierre et François | 7 000 €                   |
| 8       | Le Passager mystère (2e édition spéciale)                  | Corée du Sud Philippines Australie                    | 8                 | Du 25 avril au 11 juillet 2012     | Ludovic et Samuel       | 100 000 €                 |
| 9       | Le Coffre maudit                                           | Cuba Mexique États-Unis                               | 8                 | Du 3 avril au 26 juin 2013         | Salim et Linda          | 74 220 €                  |
| 10      | À la découverte des mondes inconnus (3e édition spéciale)  | Birmanie Inde Bhoutan Sri Lanka                       | 8                 | Du 16 avril au 18 juin 2014        | Caroline et Sabrina     | 47 495 €                  |
| 11      | La Course infernale                                        | Malaisie Philippines Japon                            | 9                 | Du 12 juillet au 5 septembre 2018  | Christina et Didier     | 98 700 €                  |
| 12      | La Route des 50 volcans                                    | Guatemala Costa Rica Colombie                         | 8                 | Du 18 juillet au 19 septembre 2019 | Laëtitia et Aurélie     | 100 000 €                 |
| 13      | Retour sur la route mythique (4e édition spéciale)         | Russie Chine                                          | 7                 | Du 25 février au 7 avril 2020      | Julie et Denis          | 100 000 €                 |
| 14      | Sur les pistes de la Terre Rouge La Route des 3 continents | Ouganda Grèce Turquie                                 | 8                 | Du 23 février au 27 avril 2021     | Christophe et Claire    | 58 730 €                  |
| 15      | Sur les terres de l'aigle royal                            | Kirghizistan Ouzbékistan Jordanie Émirats arabes unis | 8                 | Du 10 février au 14 avril 2022     | Lucas et Nicolas        | 100 000 €                 |
| 16      | Duos de choc (5e édition spéciale)                         | Sri Lanka                                             | 6                 | Du 6 juillet au 10 août 2022       | Inès Reg et Anaïs       | 21 000 € (pour Utopia 56) |
| 17      | Le Choix secret                                            | Bolivie Paraguay Brésil                               | 9                 | Du 16 février au 20 avril 2023     | Xavier et Céline        | 31 280 €                  |
| 18      | Sur les traces du tigre d'or                               | Indonésie Malaisie Vietnam                            | 9                 | Du 8 février au 4 mai 2024         | Romain et Laura         | 77 660 €                  |
| 19      | L'Épopée des Maharadjas (6e édition spéciale)              | Inde                                                  | 7                 | Du 14 septembre au 19 octobre 2024 | Jean-Claude et Axel     | 0 €                       |
| 20      | La Route des tribus légendaires                            | Tanzanie Mozambique Lesotho Afrique du Sud            | 10                | Du 16 janvier au 5 avril 2025      | Cécile et Marion        | 4 900 €                   |
| 21      | La Route des Glaces                                        | Kazakhstan                                            | 8                 | 2025                               | À venir                 | À venir                   |

### Détails

#### 1resaison:La Route du Transsibérien

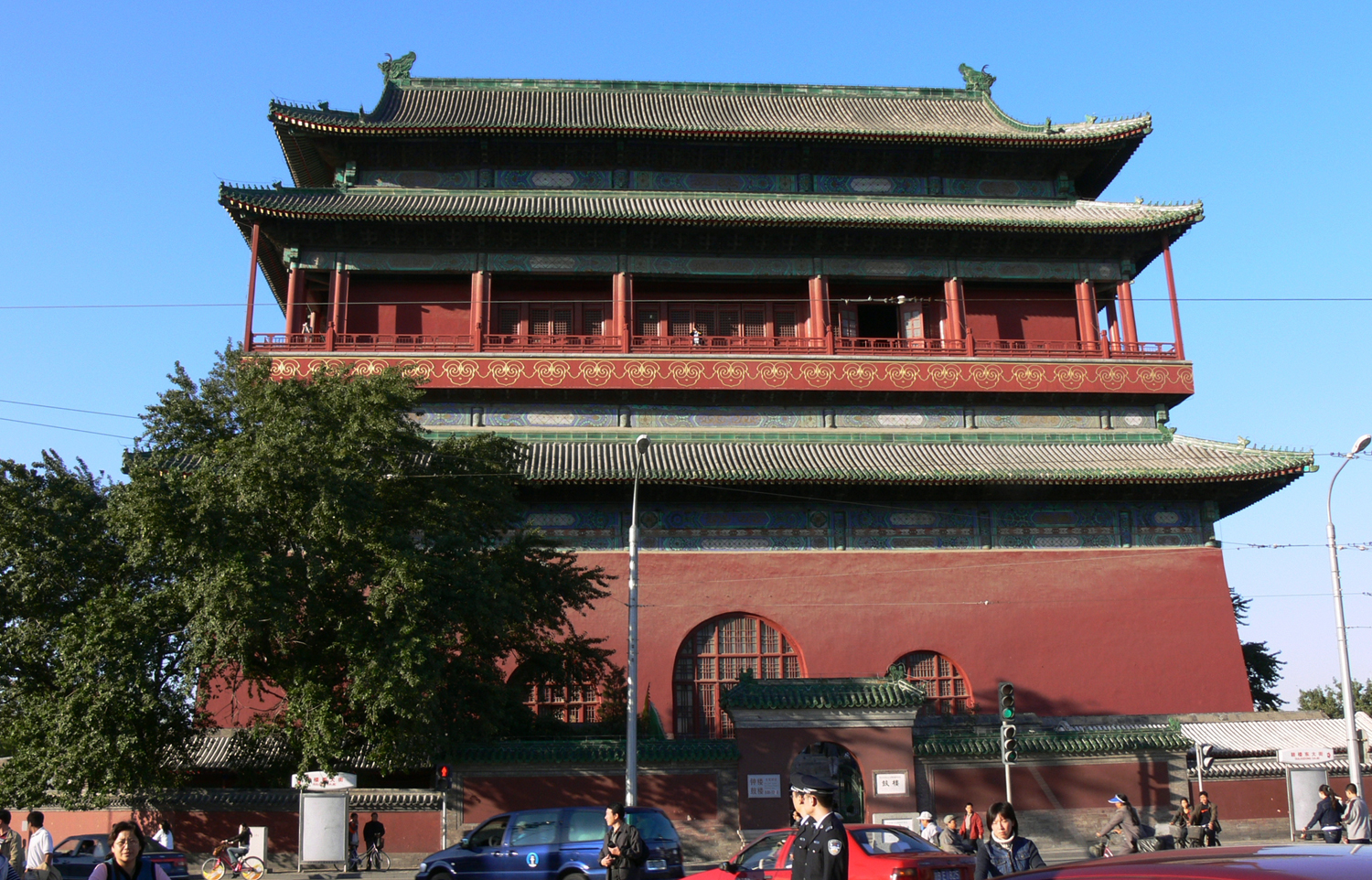
L'arrivée de la 1re saison se fait à la tour du tambour à Pékin.

Pour cette première saison, les 10 binômes en compétition empruntent la Route du Transsibérien, en passant notamment par la France, la Russie, la Mongolie ou encore la Chine. Ils parcourent près de 10 000 km en 45 jours. Le départ de la compétition est donné par Stéphane Rotenberg (présentateur et directeur de course) à Paris, au pied de la Tour Eiffel, et l'arrivée se fait à la tour du tambour de Pékin.
Cette saison est diffusée en France, sur M6, du 15 janvier au 1er avril 2006. Tous les épisodes sont diffusés en access prime-time, les dimanches à 18 h 50, sauf la finale qui est diffusée en prime-time un samedi à 20 h 50. Elle n'a pas été diffusée en Belgique et au Luxembourg.
C'est le binôme d'amis composé de Fathi et Medi qui remporte cette première édition. Ils empochent 31 000 €, sur les 50 000 € mis en jeu.

#### 2esaison:La Route de l'Himalaya

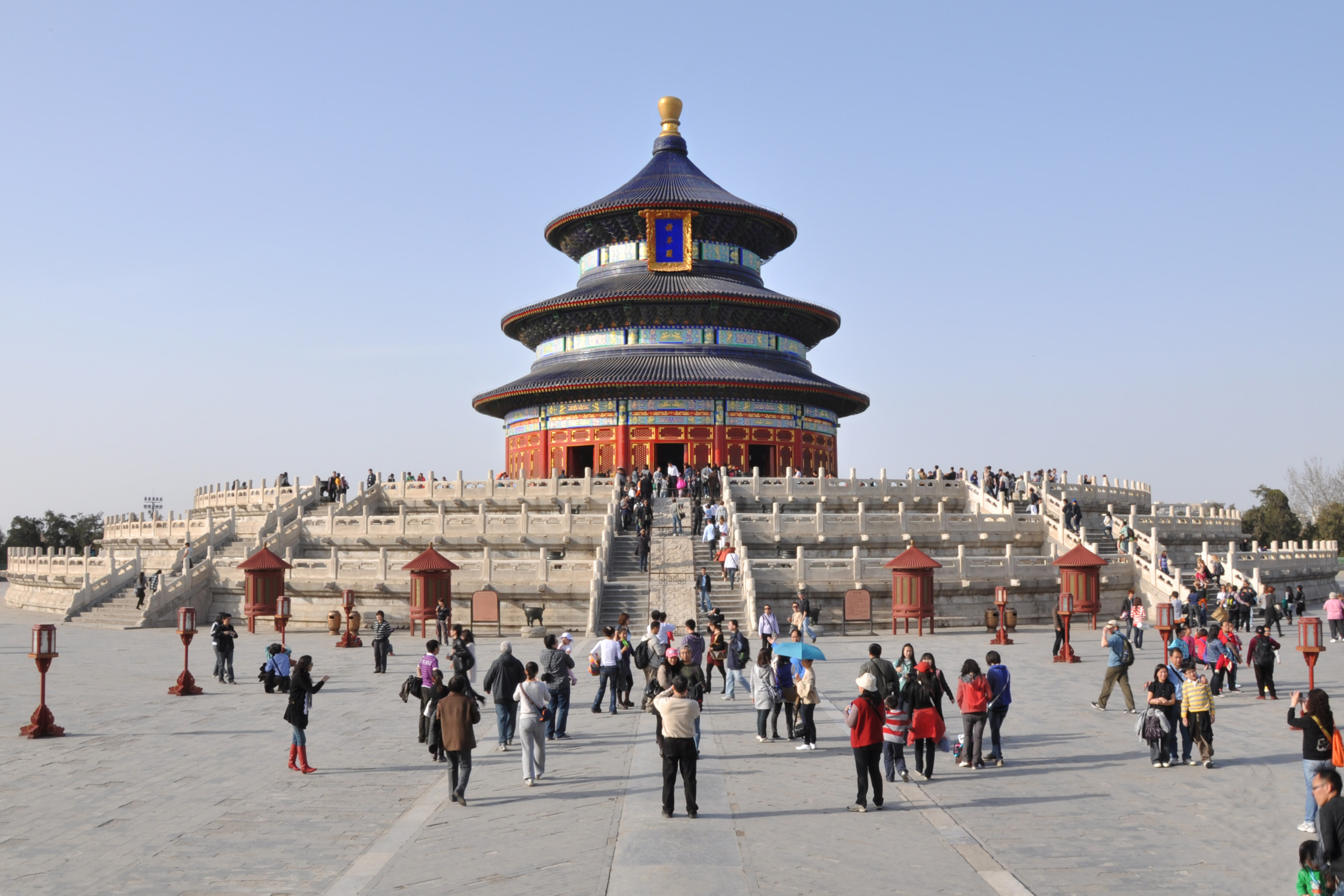
Le Temple du Ciel de Pékin accueille le départ de la course de la 2e saison.

Pour cette deuxième saison, les 10 binômes en compétition empruntent la Route de l'Himalaya, en passant notamment par la Chine, le Népal et l'Inde. Ils parcourent près de 10 000 km en 45 jours. Le départ de la compétition est donné par Stéphane Rotenberg (présentateur et directeur de course) dans les rues de Pékin, puis au Temple du Ciel, et l'arrivée se fait dans les studios de Bollywood, à Bombay.
Cette saison est diffusée en France, sur M6, du 20 mars au 22 mai 2007. Tous les épisodes sont diffusés en prime-time, les mardis à 20 h 50. Elle n'a pas été diffusée en Belgique et au Luxembourg.
C'est le binôme de cousines composé de Nadine et Sylvie qui remporte cette deuxième édition. Elles empochent 52 000 €, sur les 100 000 € mis en jeu.

#### 3esaison:La Route des Incas

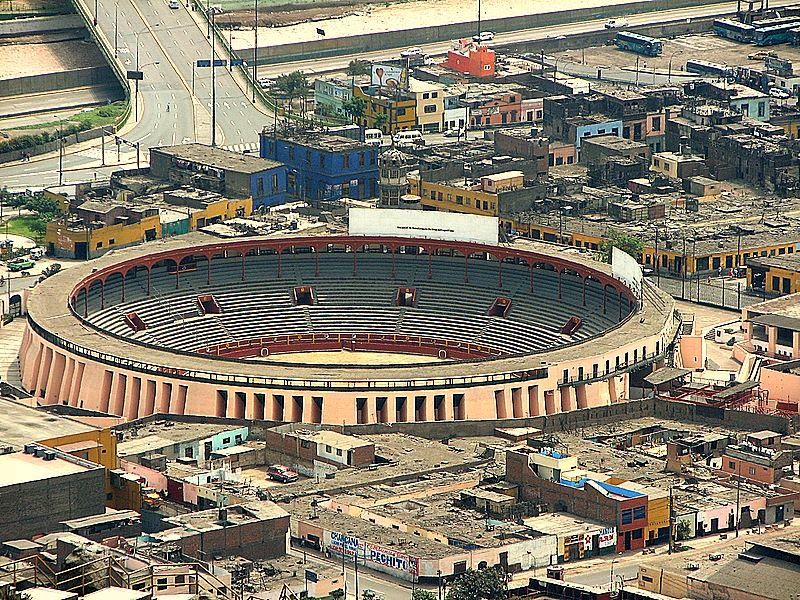
Stéphane attend les candidats à la plaza de Acho pour l'arrivée de la 3e saison.

Pour cette troisième saison, les 10 binômes en compétition empruntent la Route des Incas, en passant notamment par le Brésil, la Bolivie et le Pérou. Ils parcourent près de 8 000 km en 45 jours. Le départ de la compétition est donné par Stéphane Rotenberg (présentateur et directeur de course) à Rio de Janeiro, au pied de la statue du Christ Rédempteur, et l'arrivée se fait à la plaza de Acho, de Lima.
Cette saison est diffusée en France, sur M6, du 22 janvier au 8 avril 2008. Tous les épisodes sont diffusés en prime-time, les mardis à 20 h 50. Elle n'a pas été diffusée au Luxembourg.
C'est le binôme père et fils Gérard et Cédric qui remporte cette troisième édition. Ils empochent 46 000 €, sur les 100 000 € mis en jeu.

#### 4esaison:La Route des dragons

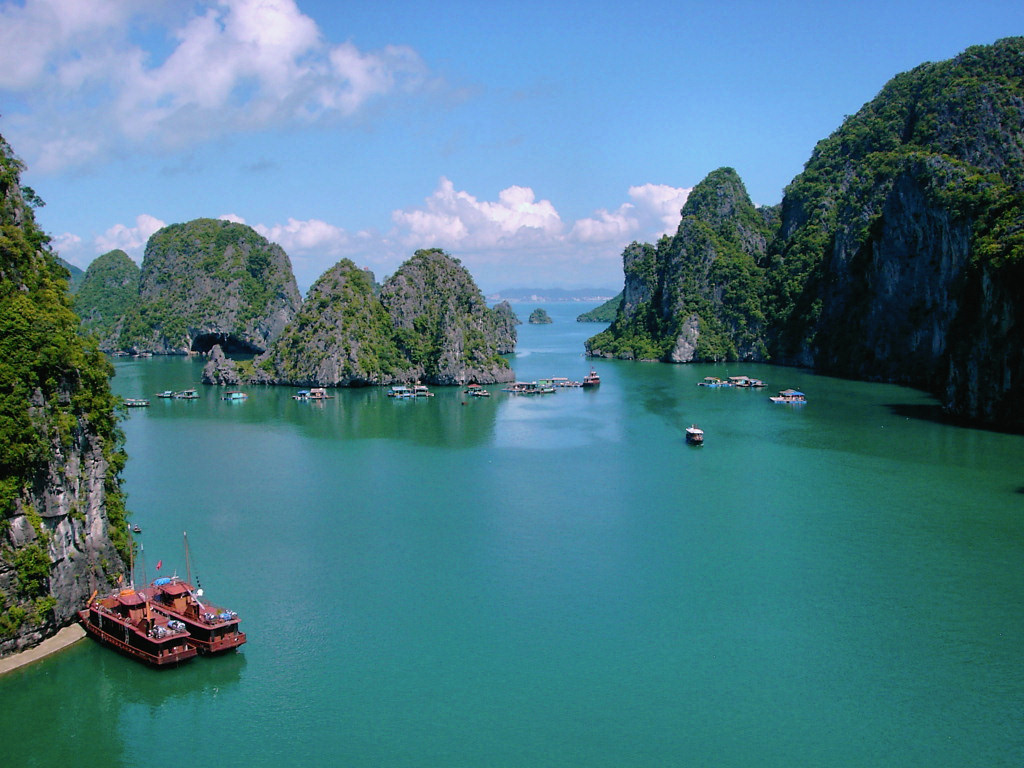
Le départ de cette 4e saison est donné dans la baie d'Hạ Long.

Pour cette quatrième saison, les 10 binômes en compétition empruntent la Route des dragons, en passant notamment par le Viêt Nam, le Cambodge, le Laos, la Thaïlande et l'Indonésie. Ils parcourent près de 8 000 km en 35 jours. Le départ de la compétition est donné par Stéphane Rotenberg (présentateur et directeur de course) dans la baie d'Hạ Long, et l'arrivée se fait au Lotus Garden Café, à Ubud sur l'île de Bali.
Cette saison est diffusée en France, sur M6, du 24 avril au 10 juillet 2009. Tous les épisodes sont diffusés en prime-time, les vendredis à 20 h 40. En Belgique et au Luxembourg, elle est diffusée sur le Plug RTL, du 30 septembre au 16 décembre 2009[réf. souhaitée], tous les mercredis à 20 h 40.
C'est le binôme d'amoureux composé d'Albert et Laurence qui remporte cette quatrième édition. Ils empochent le gain maximal, soit 100 000 €.

#### 5esaison:La Route du bout du monde

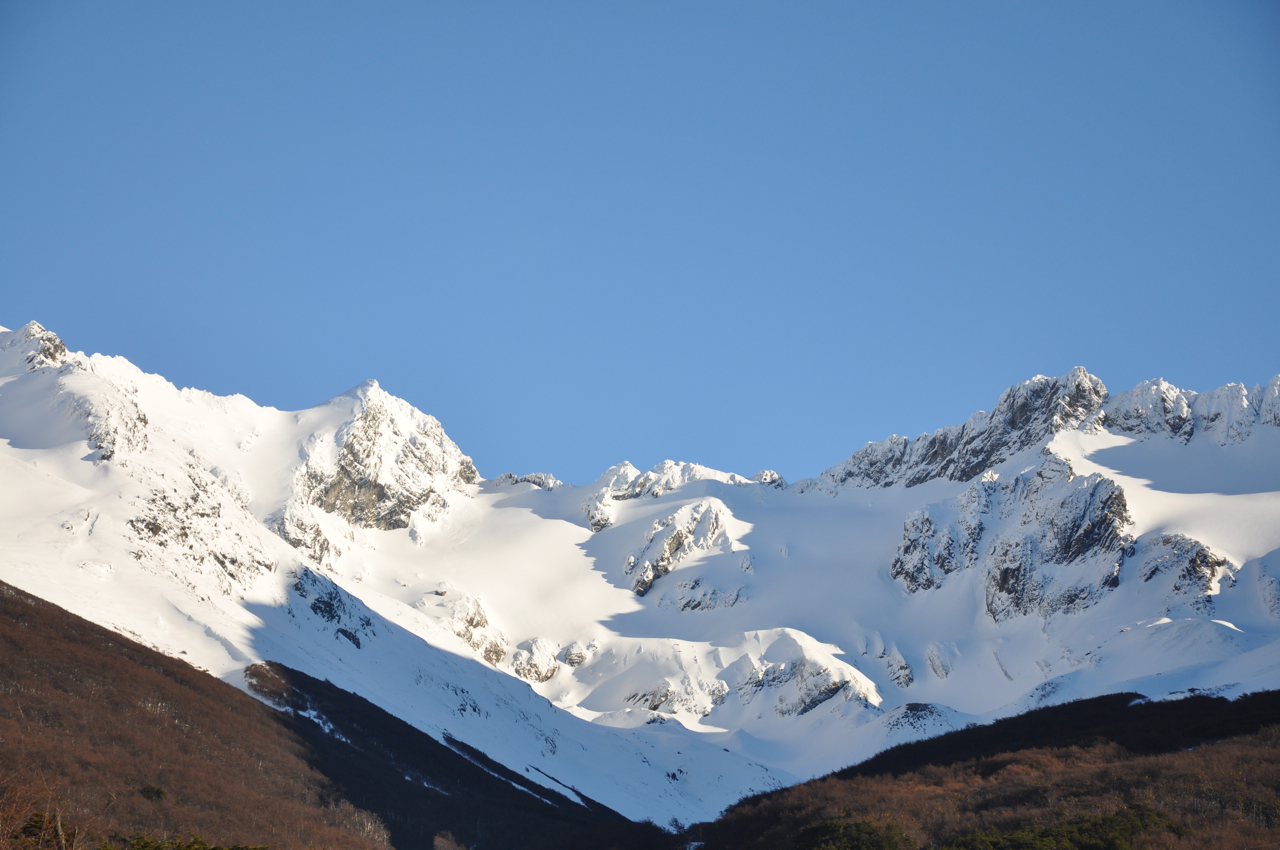
L'arrivée de la 5e saison se fait au glacier Martial, à Ushuaïa.

Pour cette cinquième saison, les 10 binômes en compétition empruntent la Route du bout du monde, en passant notamment par l'Équateur, le Chili et l'Argentine. Ils parcourent près de 10 000 km en 45 jours. Le départ de la compétition est donné par Stéphane Rotenberg (présentateur et directeur de course) sur la ligne de l'équateur, dans la forêt amazonienne, et l'arrivée se fait sur le glacier Martial, à Ushuaïa.
Cette saison est diffusée en France, sur M6, du 13 avril au 29 juin 2010. Tous les épisodes sont diffusés en prime-time, les mardis à 20 h 45. Elle n'a pas été diffusée en Belgique et au Luxembourg.
C'est le couple de sportifs Cécilia et Matthieu qui remporte cette cinquième édition. Ils empochent 69 000 €, sur les 100 000 € mis en jeu.

#### 6esaison:Duos de choc(édition spéciale)

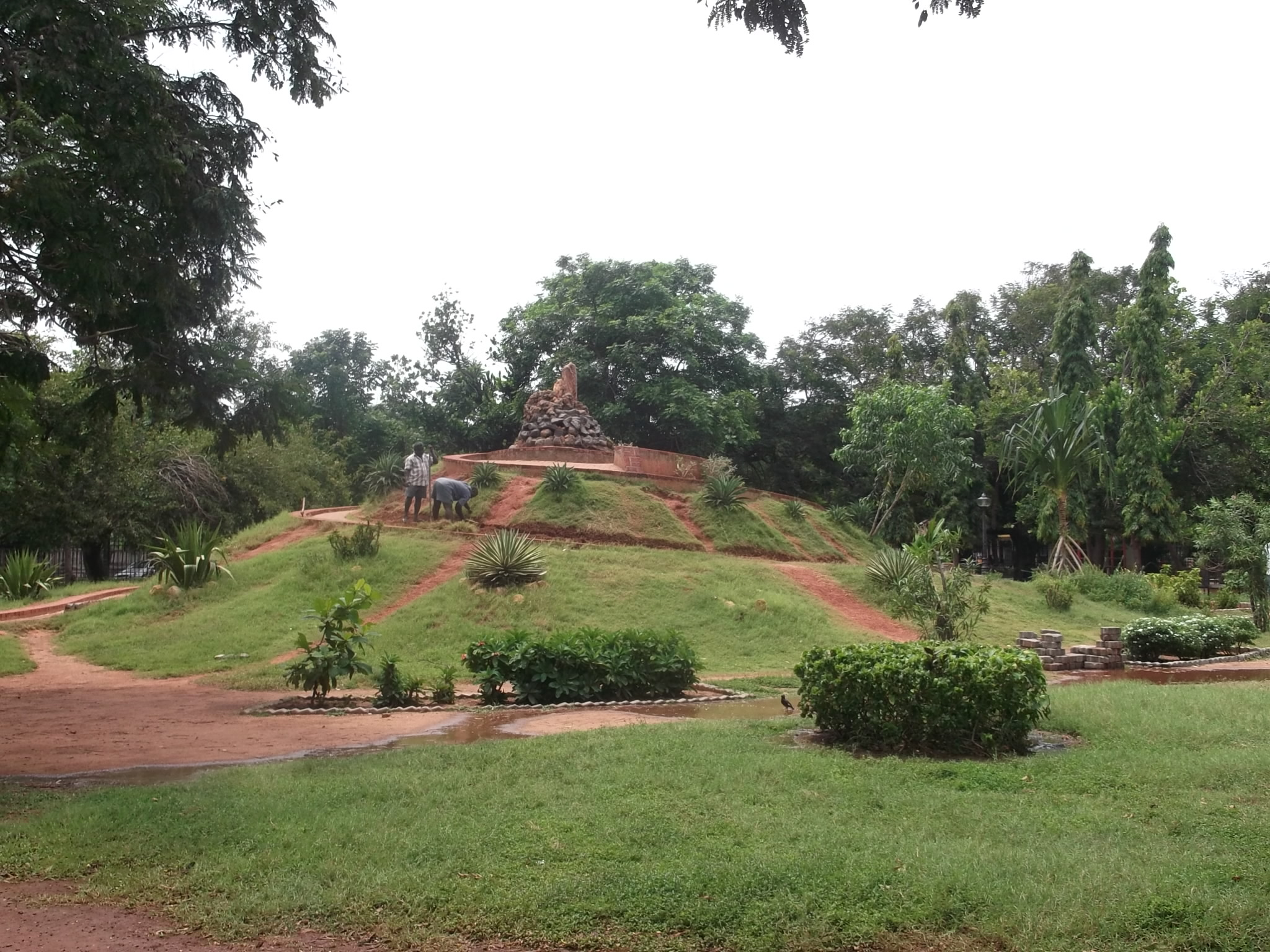
Le Bharathi Park de Pondichéry sert de lieu d'arrivée de cette sixième édition.

Pour cette sixième saison (la première édition spéciale), les 6 binômes en compétition s'affrontent et forment des Duos de choc, en Inde. Le départ de la compétition est donné par Stéphane Rotenberg (présentateur et directeur de course) au pied de l'Himalaya, face à la rivière Bhagirathi, à Bhatwari, et l'arrivée se fait au Bharathi Park, à Pondichéry.
Cette saison est une édition spéciale, car quasi tous les binômes sont composés de célébrités ayant un lien entre elles.
Cette saison est diffusée en France, sur M6, du 6 novembre au 25 décembre 2010. Tous les épisodes sont diffusés en prime-time, les samedis à 20 h 40. En Belgique et au Luxembourg, elle est diffusée sur RTL TVI, du 9 novembre 2010 au 8 janvier 2011[réf. souhaitée], tous les mardis à 22 h pour les premiers épisodes, puis les samedis pour les épisodes suivants.
C'est le binôme d'inconnus Taïg Khris et Chloé qui remporte cette sixième édition. Ils empochent 30 000 €, reversés à l'organisme UNICEF, sur les 50 000 € mis en jeu.

#### 7esaison:La Route des grands fauves

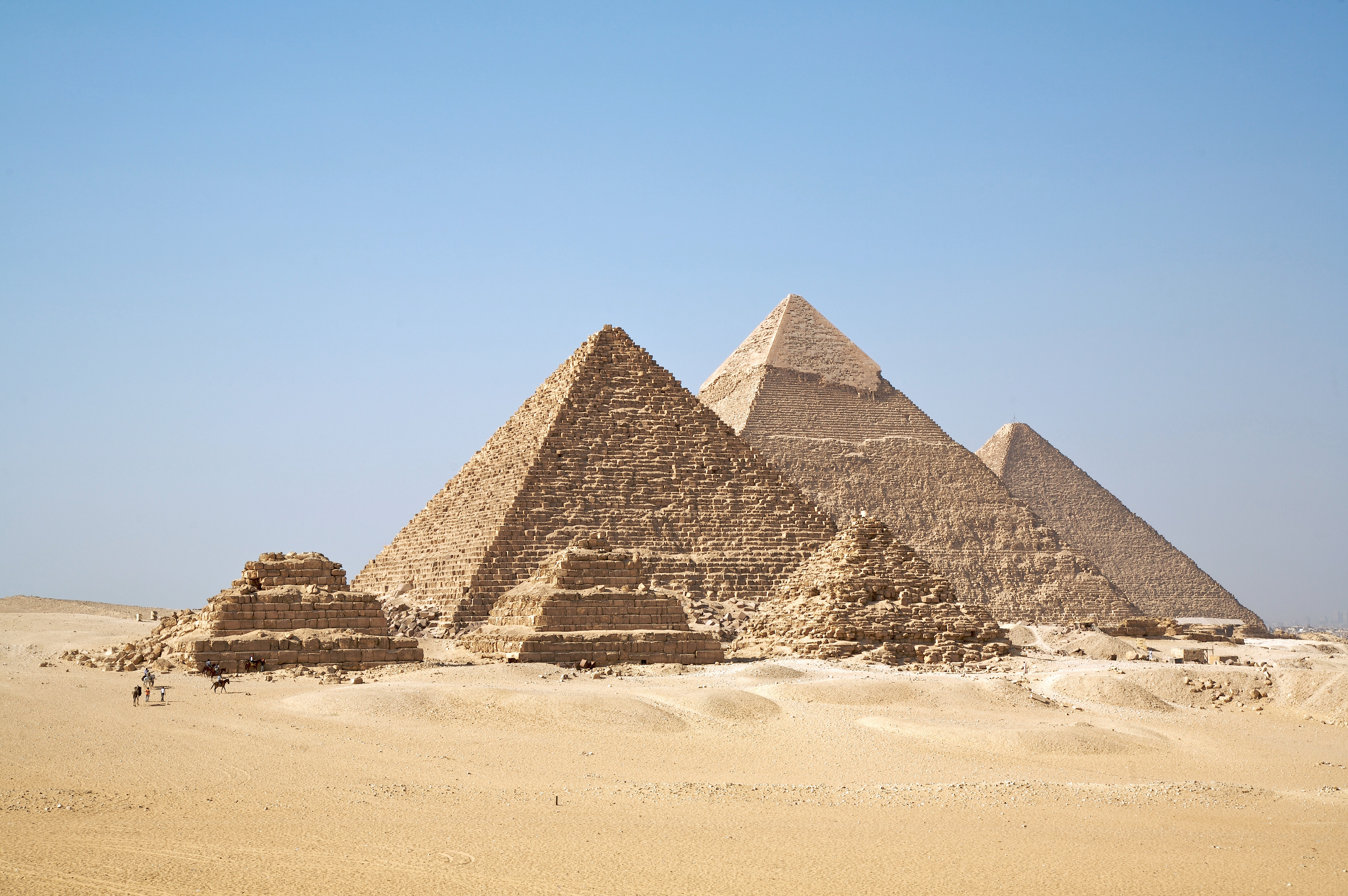
Pour la 7e saison, les candidats partent des pyramides de Gizeh.

Pour cette septième saison, les 10 binômes en compétition empruntent la Route des grands fauves, en passant notamment par l'Égypte, le Kenya, la Tanzanie, le Lesotho et l'Afrique du Sud. Le départ de la compétition est donné par Stéphane Rotenberg (présentateur et directeur de course) dans des taxis du Caire, puis au pied des pyramides de Gizeh. Et l'arrivée se fait au Rhodes Memorial, à Le Cap.
Cette saison est diffusée en France, sur M6, du 20 avril au 6 juillet 2011. Tous les épisodes sont diffusés en prime-time, les mercredis à 20 h 45. Elle n'a pas été diffusée en Belgique et au Luxembourg.
C'est le binôme de bourgeois Jean-Pierre et François qui remporte cette septième édition. Ils empochent 7 000 €, sur les 100 000 € mis en jeu.

#### 8esaison:Le Passager mystère(édition spéciale)

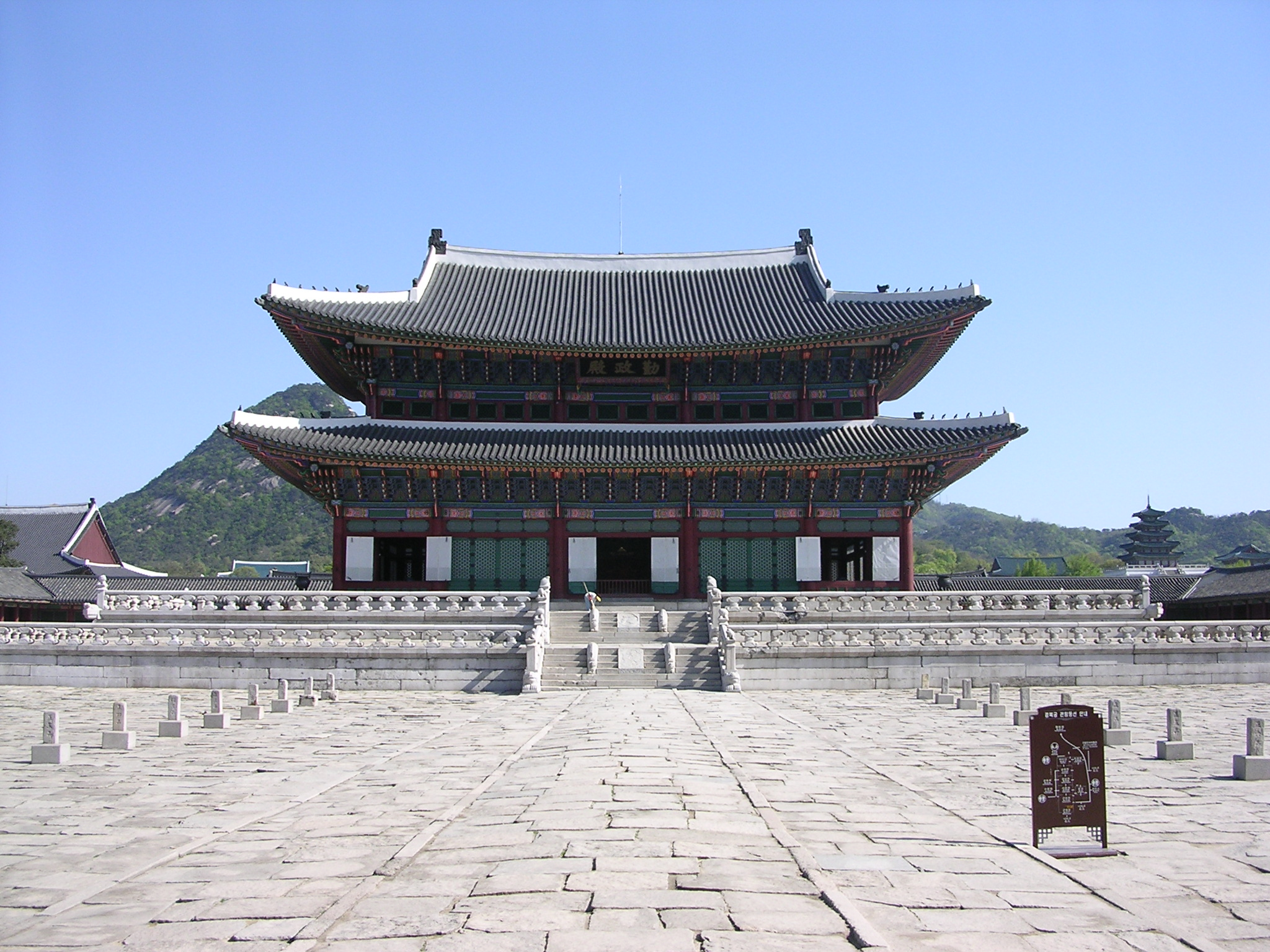
Le palais Gyeongbokgung : lieu de départ de cette huitième saison.

Pour cette huitième saison (la deuxième édition spéciale), les 8 binômes en compétition s'affrontent et expérimentent la nouvelle règle du Passager mystère, en passant notamment par la Corée du Sud, les Philippines et l'Australie. Le départ de la compétition est donné par Stéphane Rotenberg (présentateur et directeur de course) dans le métro, puis devant le palais Gyeongbokgung, à Séoul, et l'arrivée se fait au Royal Botanic Garden, à Sydney.
Cette saison est une édition spéciale, car elle permet le retour d'anciens candidats ayant marqué les saisons précédentes ; et car la règle du passager mystère impose qu'à chaque étape, un animateur d'M6 vient s'ajouter à un binôme.
Cette saison est diffusée en France, sur M6, du 25 avril au 11 juillet 2012. Tous les épisodes sont diffusés en prime-time, les mercredis à 20 h 50. Elle n'a pas été diffusée en Belgique et au Luxembourg.
Ce sont les frères survoltés Ludovic et Samuel qui remportent cette huitième édition. Ils empochent la somme maximale mise en jeu, soit 100 000 €.

#### 9esaison:Le Coffre maudit

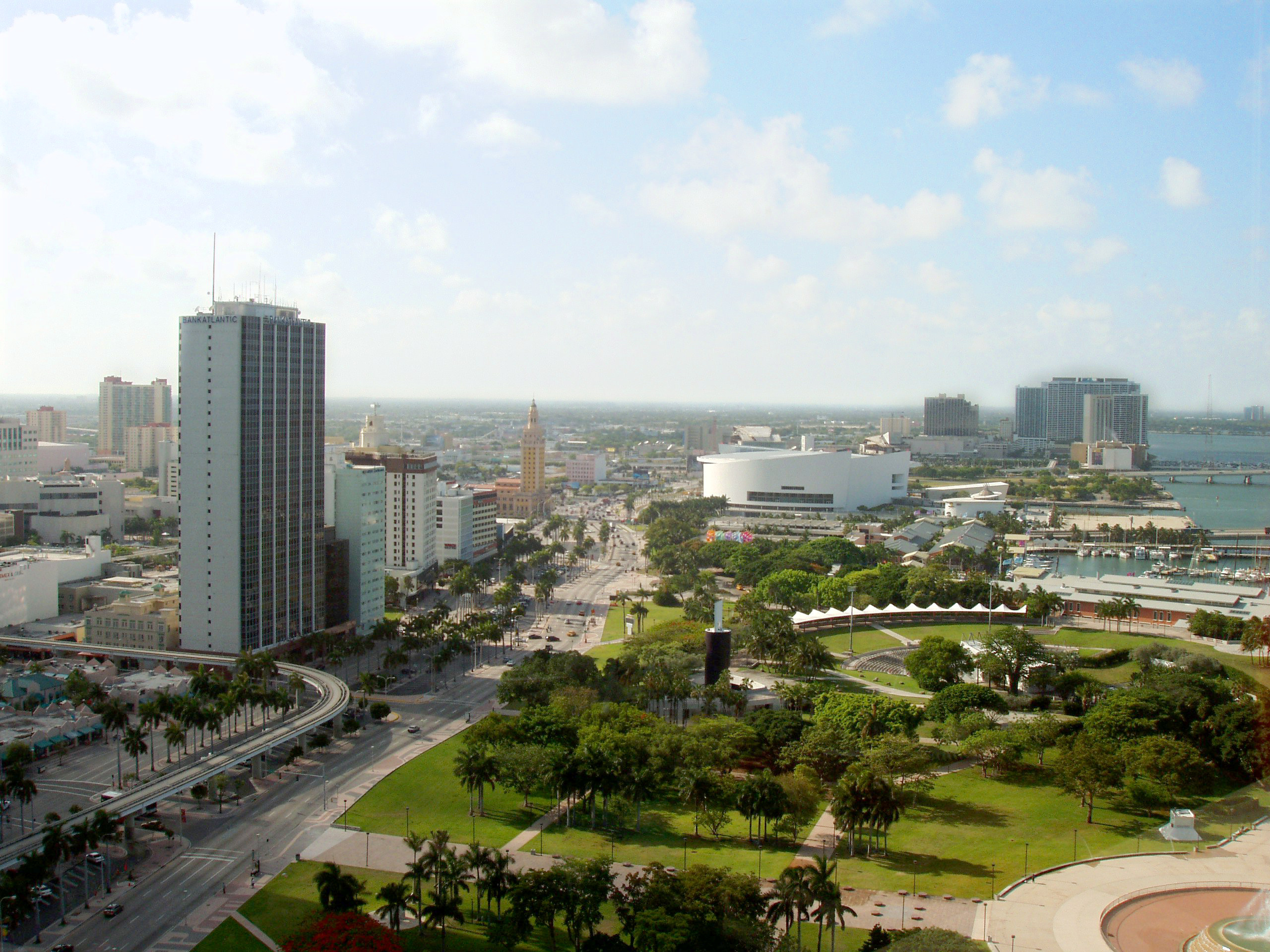
L'arrivée de la 9e édition se fait au Bayfront Park de Miami.

Pour cette neuvième saison, les 8 binômes en compétition s'affrontent autour du Coffre maudit (c'est la première fois qu'une saison normale ne porte pas le nom d'une route), en passant notamment par Cuba, le Mexique et les États-Unis. Le départ de la compétition est donné par Stéphane Rotenberg (présentateur et directeur de course) dans les rues de La Havane avec pour objectif de rejoindre le plus vite possible El Capitolio lieu de départ de la saison 9. L'arrivée se fait au Bayfront Park, à Miami.
Cette saison est diffusée en France, sur M6, du 3 avril au 19 juin 2013. Tous les épisodes sont diffusés en prime-time, les mercredis à 20 h 50. Elle n'a pas été diffusée en Belgique et au Luxembourg.
C'est le binôme des amoureux voyageurs Salim et Linda qui remporte cette neuvième édition. Ils empochent 74 220 €, sur les 100 000 € mis en jeu.

#### 10esaison:À la découverte des mondes inconnus(édition spéciale)

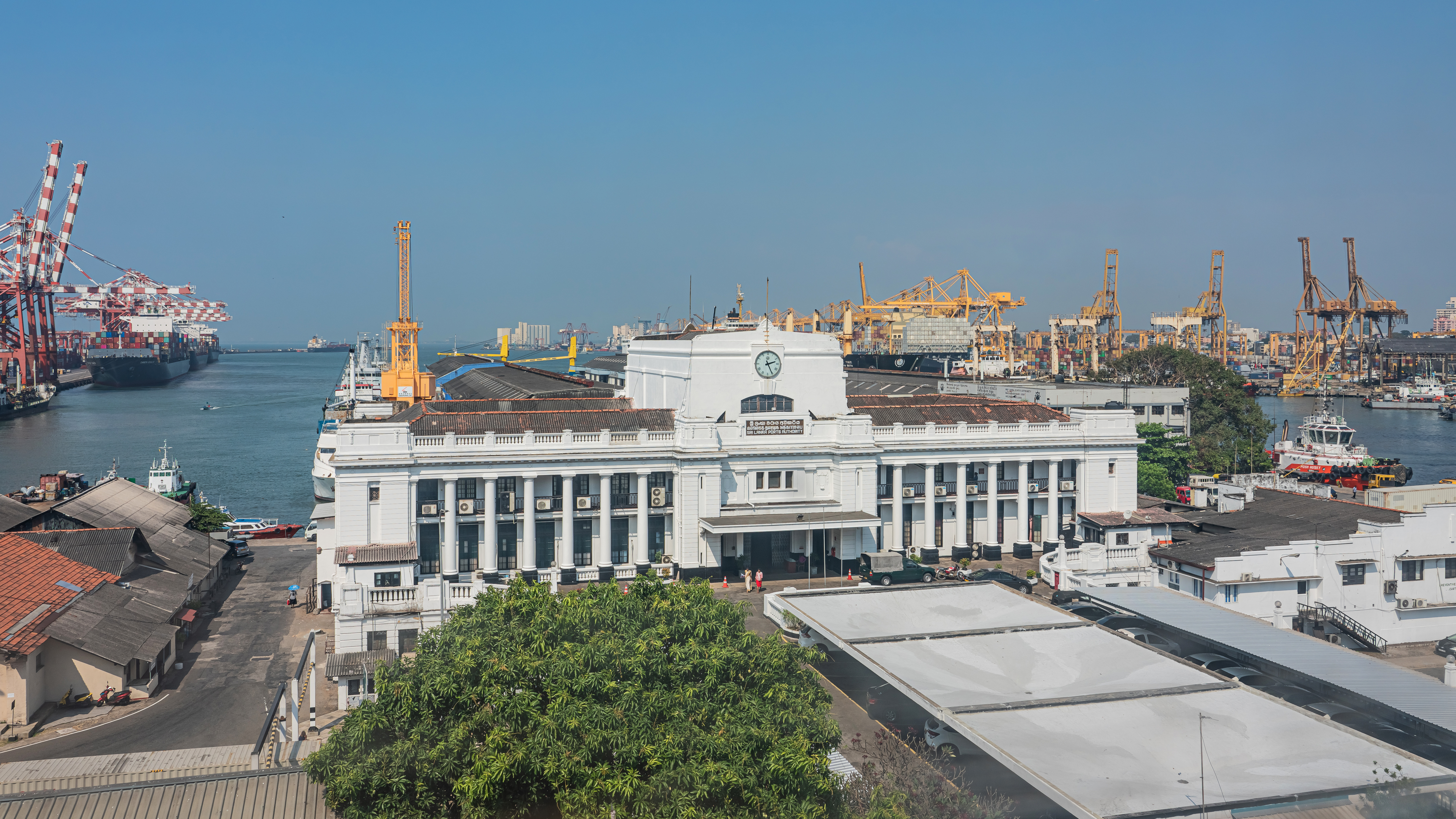
Pour la 10e saison, l'arrivée se fait au port de Colombo.

Pour cette dixième saison (la troisième édition spéciale), les 8 binômes en compétition s'affrontent et partent À la découverte des mondes inconnus, en passant notamment par la Birmanie, l'Inde, le Bhoutan et le Sri Lanka. Le départ de la compétition est donné par Stéphane Rotenberg (présentateur et directeur de course) au pied des montagnes de l'État shan, à Man Lwae, et l'arrivée se fait au port de Colombo.
Cette saison est une édition spéciale, car dans chaque binôme se trouve un candidat ayant déjà participé au jeu.
Cette saison est diffusée en France, sur M6, du 16 avril au 18 juin 2014. Tous les épisodes sont diffusés en prime-time, les mercredis à 20 h 50. Elle n'a pas été diffusée en Belgique et au Luxembourg.
Ce sont les ex-meilleures amies Caroline et Sabrina qui remportent cette dixième édition. Elles empochent 47 495 €, sur les 50 000 € mis en jeu.
Le 15 mai 2014, l'émission Touche pas à mon poste ! annonce que faute d'audiences suffisantes, M6 n'a pas recommandé de nouvelle saison, signifiant dès lors l'arrêt de Pékin Express,,. Cependant sur RTL, le présentateur ne veut pas confirmer cette information, disant que : « On n’en sait rien encore. La décision sera prise en septembre. Les droits courent jusqu’en septembre ». Finalement, l'arrêt de l'émission est confirmé par la chaîne fin août 2014.

#### 11esaison:La Course infernale

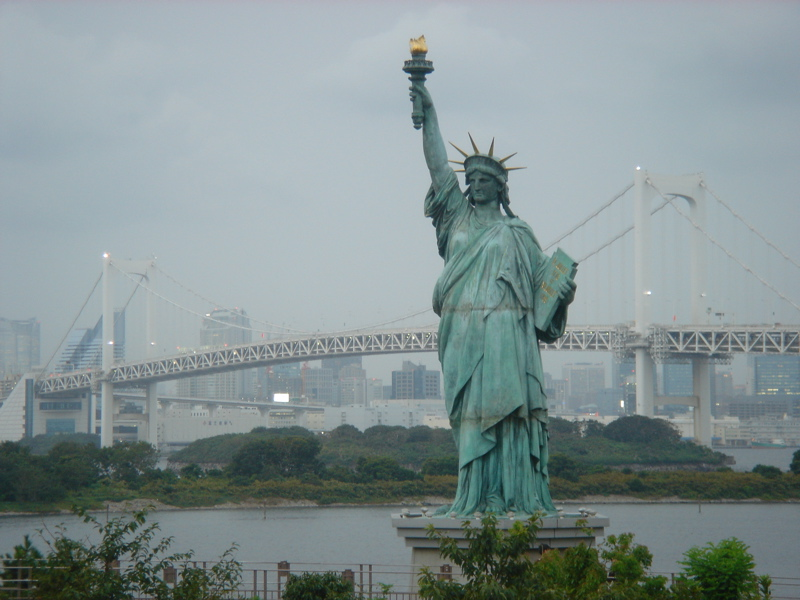
La réplique de la statue de la Liberté d'Odaiba sert de point d'arrivée de la 11e saison.

En 2017, M6 annonce le retour de l'émission, après quatre ans d'absence à l'antenne. Elle réalise les castings entre septembre et décembre 2017, pour un tournage prévu au début d'année 2018 et une diffusion lors de l'été 2018.
Pour cette onzième saison, les neuf binômes en compétition s'affrontent lors de la Course infernale, en passant notamment par la Malaisie les Philippines et le Japon. Le départ de la compétition est donné par Stéphane Rotenberg (présentateur et directeur de course) à l'Aéroport international de Kuching, et l'arrivée se fait au pied de la réplique de la statue de la Liberté d'Odaiba à Tokyo.
Cette saison est diffusée en France, sur M6, du 12 juillet au 5 septembre 2018. Tous les épisodes sont diffusés en prime-time, les jeudis à 21 h, sauf la finale, qui est diffusée un mercredi à 21 h. En Belgique et au Luxembourg, elle est diffusée sur RTL TVI, du 15 septembre au 10 novembre 2018, tous les samedis à 20 h 20 pour les trois premiers épisodes puis à 22 h 20 pour les épisodes suivants. D'abord diffusée en prime-time, elle a été décalée en seconde partie de soirée, faute d'audiences suffisantes. L'émission est rediffusée sur Gulli, du 26 août au 7 octobre 2021, tous les jeudis à 21 h 5.
Ce sont la patronne et son employé Christina et Didier qui remportent cette onzième édition. Ils empochent 98 700 €, sur les 100 000 € mis en jeu.

#### 12esaison:La Route des 50 volcans

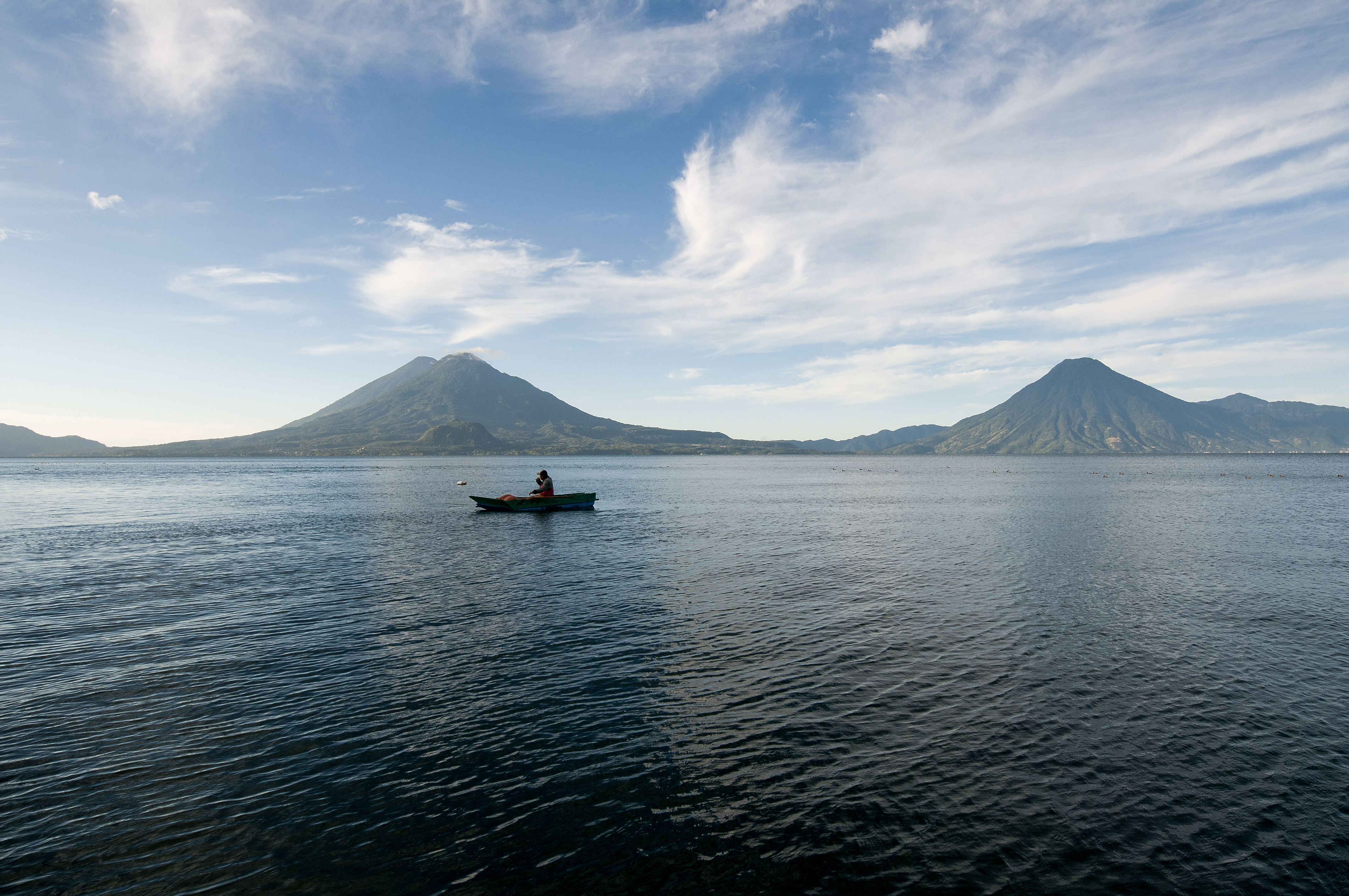
Le départ de la 12e saison est donné près du lac Atitlán, au sud du Guatemala.

Pour cette douzième saison, les 8 binômes en compétition empruntent la Route des 50 volcans, en passant notamment par le Guatemala le Costa Rica et la Colombie. Le départ de la compétition est donné par Stéphane Rotenberg (présentateur et directeur de course) dans un hôtel de Panajachel en pleine nuit, près du lac Atitlán. Et l'arrivée se fait au colegio Mayor de San Bartolomé à Bogota.
Cette saison est diffusée en France, sur M6, du 18 juillet au 19 septembre 2019. Tous les épisodes sont diffusés en prime-time, les jeudis à 21 h 5. En Belgique et au Luxembourg, elle est diffusée sur RTL TVI, du 20 juillet au 21 septembre 2019, tous les samedis à 20 h 30.
Ce sont les sœurs que tout oppose Laetitia et Aurélie qui remportent cette douzième édition. Elles empochent la somme maximale mise en jeu, soit 100 000 €.

#### 13esaison:Retour sur la route mythique(édition spéciale)

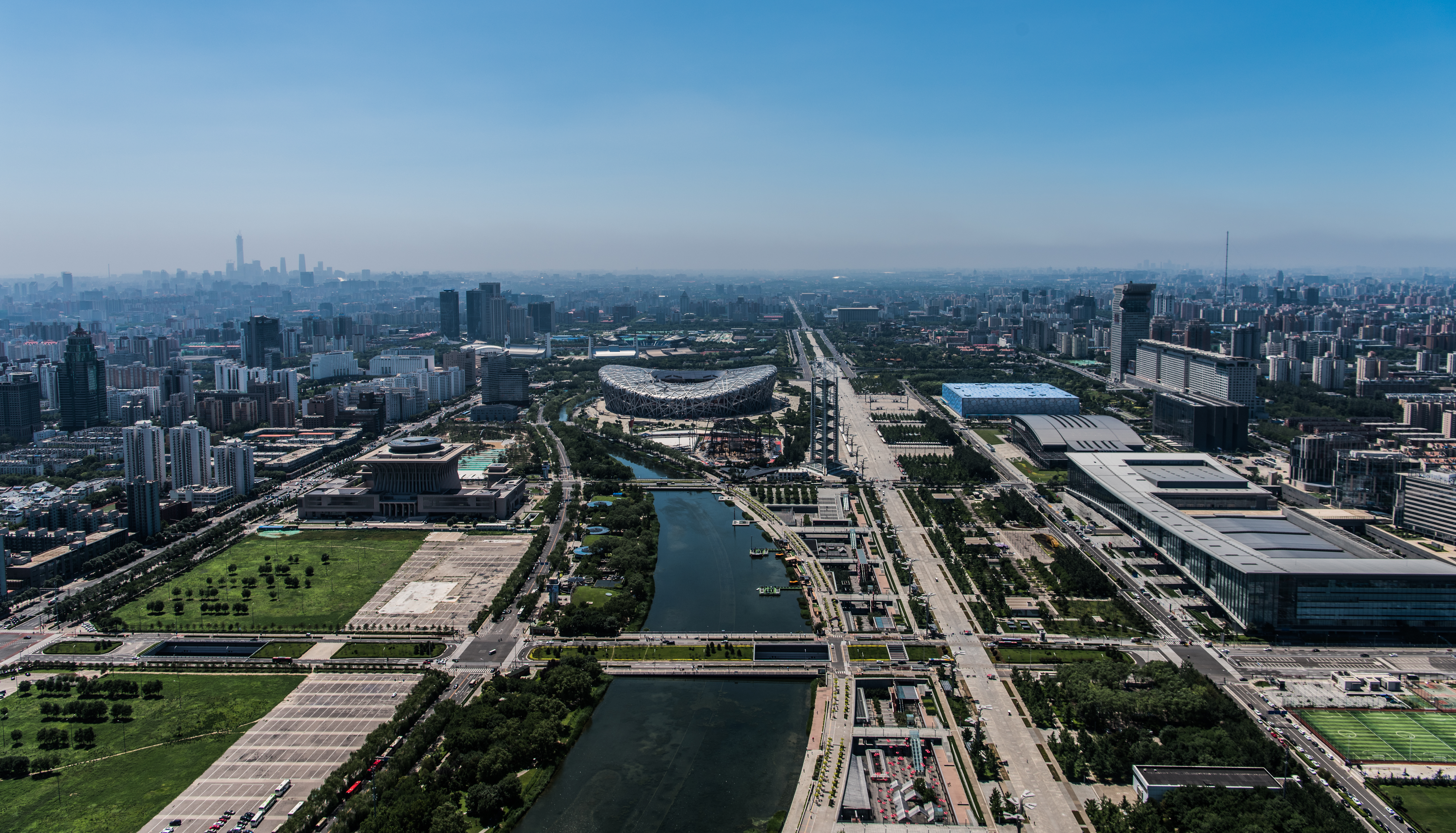
Pour la finale de la 13e saison, les candidats sont attendus sur l'une des pelouses de l'Olympic Green de Pékin.

Pour cette treizième saison (la quatrième édition spéciale), les 7 binômes en compétition s'affrontent et effectuent un Retour sur la route mythique, en passant notamment par la Russie et la Chine. Le départ de la compétition est donné par Stéphane Rotenberg (présentateur et directeur de course) dans le métro de Moscou, avec pour objectif de rejoindre la Place Rouge et l'arrivée se fait au parc olympique de Pékin.
Cette saison est une édition spéciale, car elle marque le retour de binômes ayant déjà participé à l'émission.
Cette saison est diffusée en France, sur M6, du 25 février au 7 avril 2020. Tous les épisodes sont diffusés en prime-time, les mardis à 21 h 5. Elle n'a pas été diffusée en Belgique et au Luxembourg.
C'est le couple corse Julie et Denis qui remporte cette treizième édition. Ils empochent la somme maximale mise en jeu, soit 100 000 €.

#### 14esaison:Sur les pistes de la Terre Rouge / La Route des 3 continents

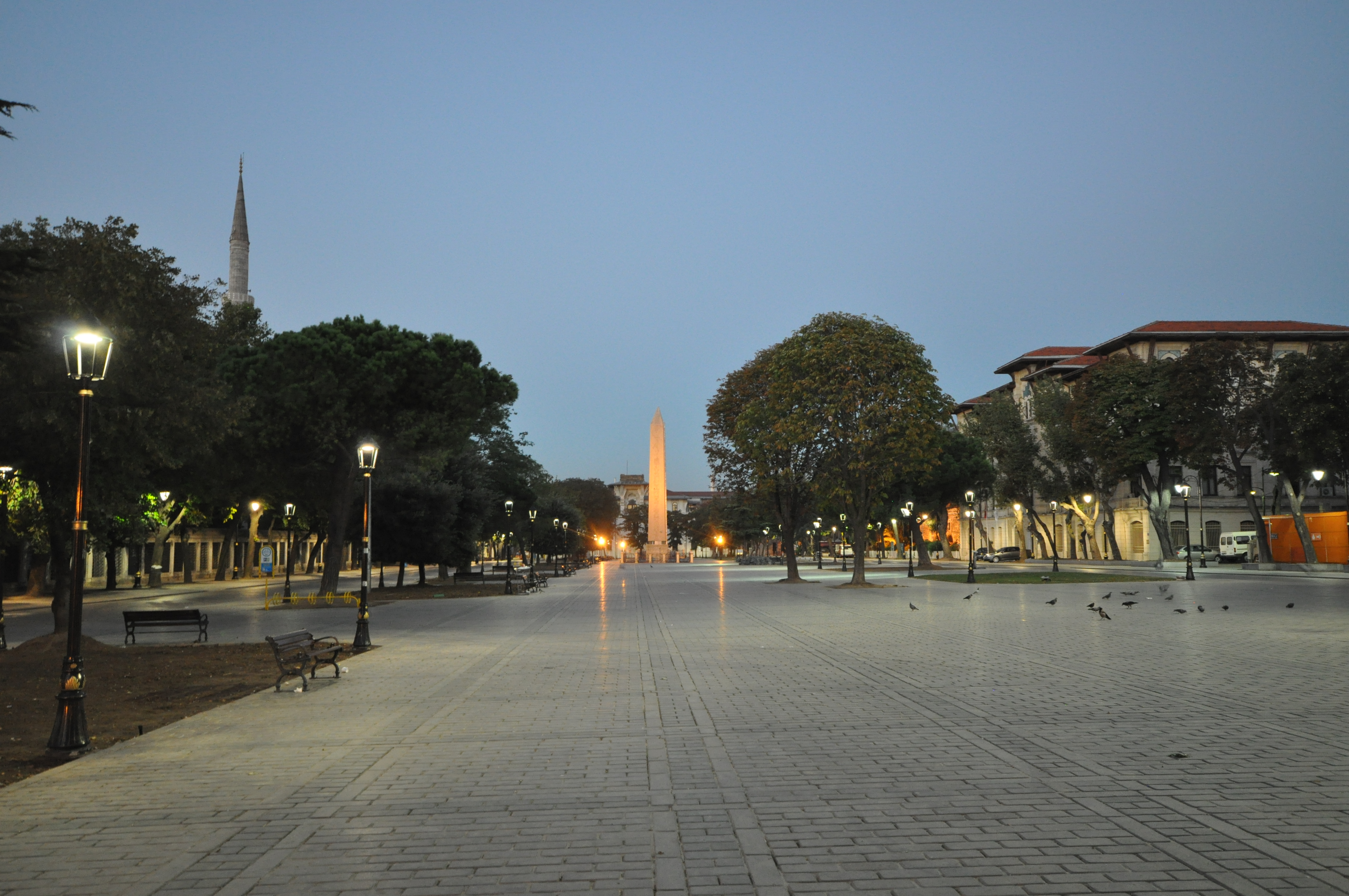
L'arrivée de la 14e saison s'effectue à Istanbul, au niveau de l'hippodrome de Constantinople.

Pour cette quatorzième saison, les 8 binômes en compétition empruntent dans un premier temps la piste de la Terre Rouge, avant de traverser la Route des 3 continents, en passant notamment par l'Ouganda, la Grèce et la Turquie. Le départ de la compétition est donné par Stéphane Rotenberg (présentateur et directeur de course), directement dans l'avion menant les candidats à Entebbe et l'arrivée se fait à l'hippodrome de Constantinople, dans la ville d'Istanbul.
Le tournage a été grandement perturbé par la pandémie de Covid-19. Il a été interrompu pendant plusieurs mois, et la route initialement prévue (Ouganda, Éthiopie et Émirats arabes unis) a dû être modifiée,. Il a aussi été interrompu, à la suite d'un accident de la route, impliquant des candidats et des équipes techniques.
Cette saison est diffusée en France, sur M6, du 23 février au 27 avril 2021. En Belgique et au Luxembourg, elle est diffusée sur Club RTL, du 26 février au 30 avril 2021.
Ce sont le père chic et la fille choc Christophe et Claire qui remportent cette quatorzième édition. Ils empochent la somme de 58 730 €, sur les 100 000 € mis en jeu.

#### 15esaison:Sur les terres de l'aigle royal

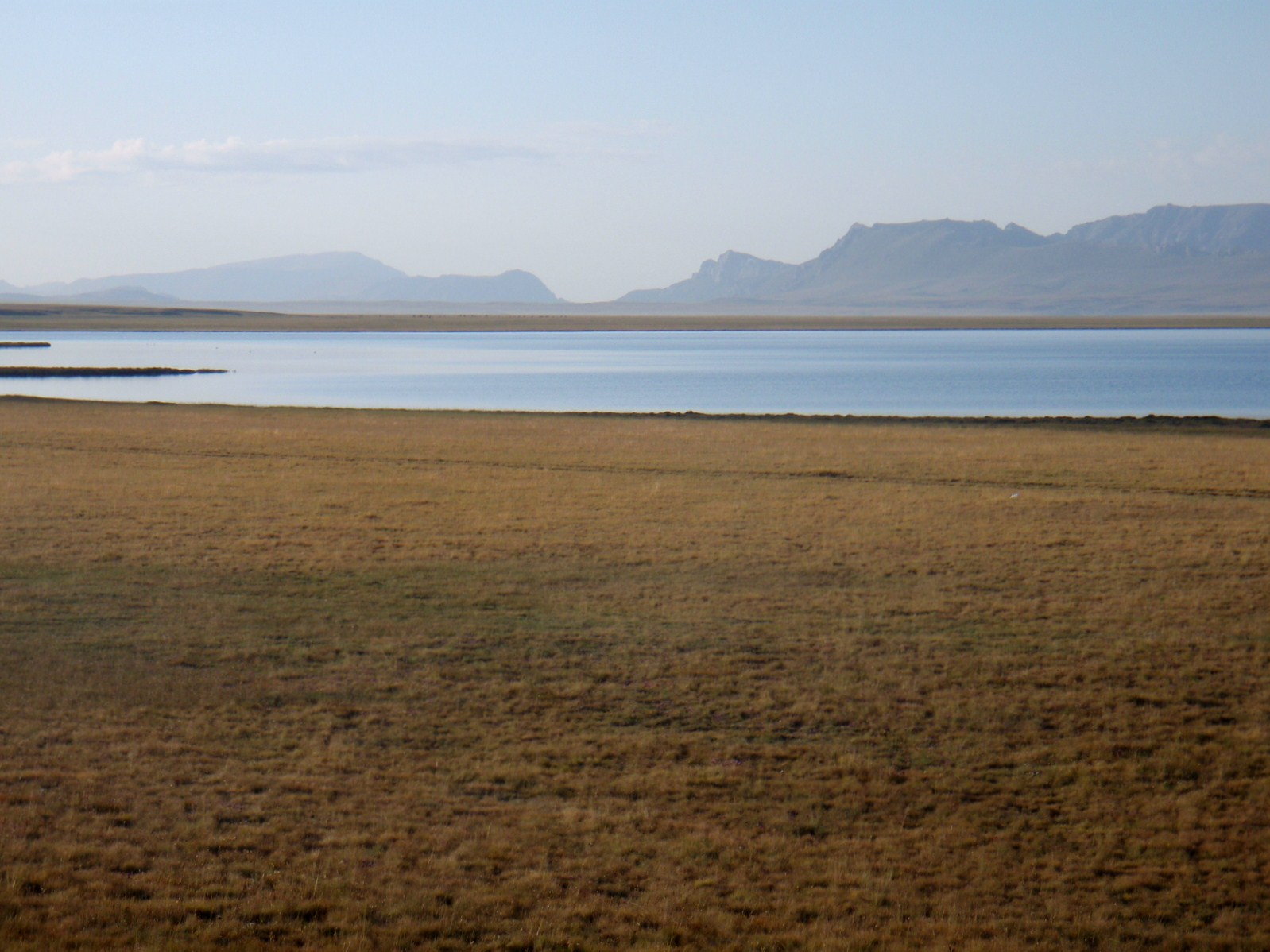
Départ de la 15e saison, au bord du Lac Son Koul, au Kirghizistan.

Pour cette quinzième saison, les 8 binômes en compétition s'affrontent Sur les terres de l'aigle royal, en passant notamment par le Kirghizistan, l'Ouzbékistan, la Jordanie et les Émirats arabes unis,. Le départ est donné au lac Son Koul, au Kirghizistan, et l'arrivée se fait à Dubaï (lieu initialement choisi pour la quatorzième saison), devant le Dubai Frame.
Le casting de cette saison s'ouvre début mars 2021 et le tournage débute début septembre 2021.
Cette saison est diffusée en France, sur M6, du 10 février au 14 avril 2022. En Belgique et au Luxembourg, elle est diffusée sur Club RTL, du 11 février au 14 avril 2022.

#### 16esaison:Duos de choc(édition spéciale)

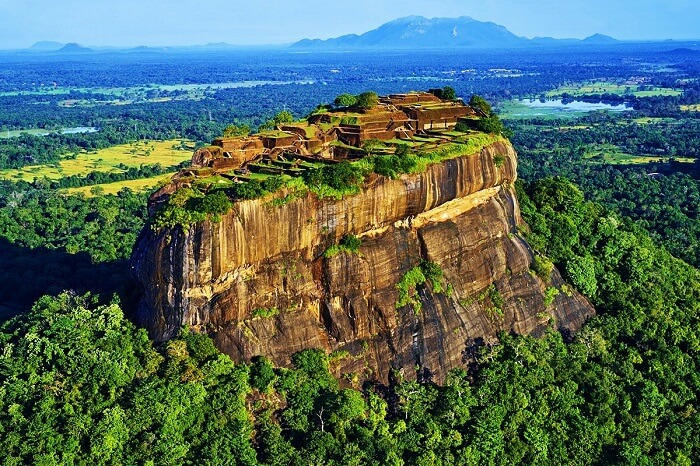
Le rocher de Sigiriya qui a été visité lors de la deuxième étape de la 16e saison

Pour cette seizième saison (la cinquième édition spéciale), les six binômes en compétition s'affrontent et forment des Duos de choc, au Sri Lanka. Le départ de la compétition est donné par Stéphane Rotenberg devant l'Aéroport international Bandaranaike de Negombo. La course se termine à Colombo devant le Bandaranaike Memorial.
Cette saison est une édition spéciale, car presque tous les binômes sont composés de célébrités ayant un lien entre elles.
Cette saison est diffusée en France, sur M6, du 6 juillet 2022 au 10 août 2022. Tous les épisodes sont diffusés en prime-time, les mercredis à 21 h 10.
Au terme de cette édition, ce sont Inès Reg et sa sœur Anaïs qui remportent cette seizième saison, faisant gagner 21 000 € à l'association qu'elles représentaient, Utopia 56. Rachel Legrain-Trapani et son compagnon Valentin Léonard arrivent seconds de cette seizième saison faisant gagner 12 000 € à l'association Accolade qu'ils représentaient.

#### 17esaison:Le Choix secret

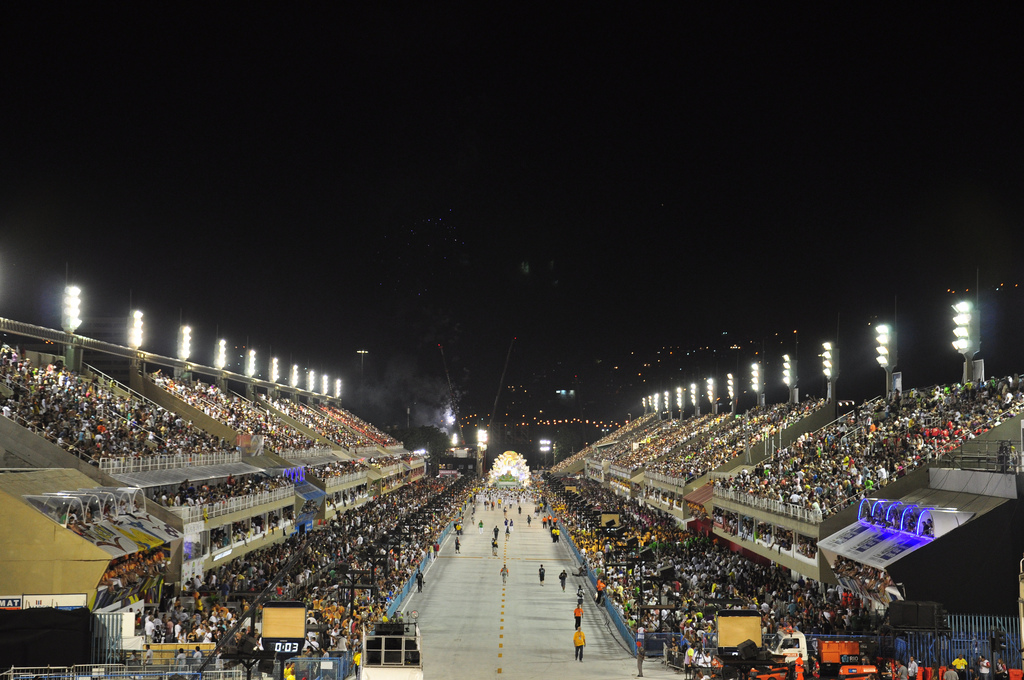
La ligne d'arrivée de cette 17e saison s'est effectué au Sambodrome de Rio de Janeiro.

Pour cette dix-septième saison, les binômes en compétition s'affrontent en Amérique Latine à travers trois pays : La Bolivie, le Paraguay et le Brésil. Le tournage de cette saison a débuté le 31 août 2022, comme l'a indiqué Stéphane Rotenberg sur ses réseaux sociaux. Les équipes démarrent la course à La Paz, et la finale se joue à Rio de Janeiro, deux villes déjà traversées durant la troisième saison.

#### 18esaison:Sur les traces du tigre d'or

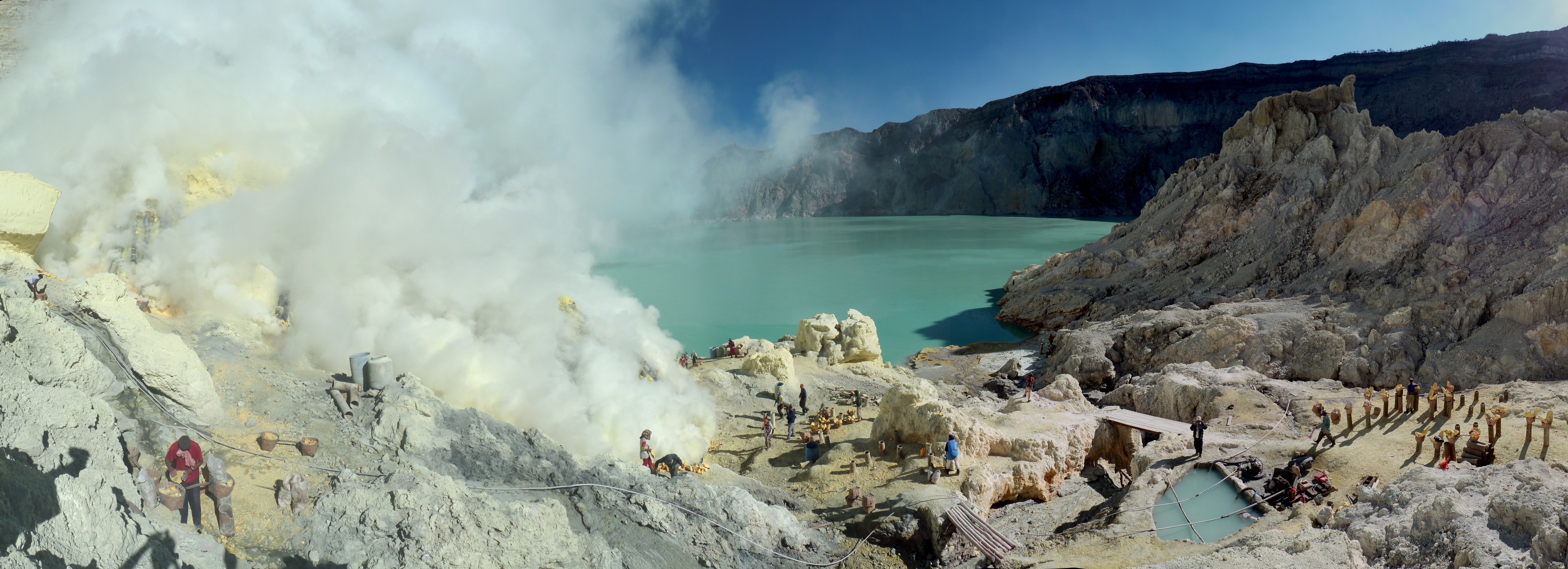
Le premier trek de cette 18e saison s'est déroulé au Volcan Kawah Ijen, lors de la deuxième étape.

Pour cette dix-huitième saison, les huit binômes en compétition s'affrontent en Asie à travers trois pays : l'Indonésie, la Malaisie et le Viêt Nam. Le tournage de cette saison a débuté à Bali et la finale se joue à Hanoï.
Ce sont le coiffeur et sa cliente Romain et Laura qui remportent cette dix-huitième édition. Ils empochent la somme de 77 660 €, sur les 100 000 € mis en jeu.

#### 19esaison:L'Épopée des Maharajas(édition spéciale)

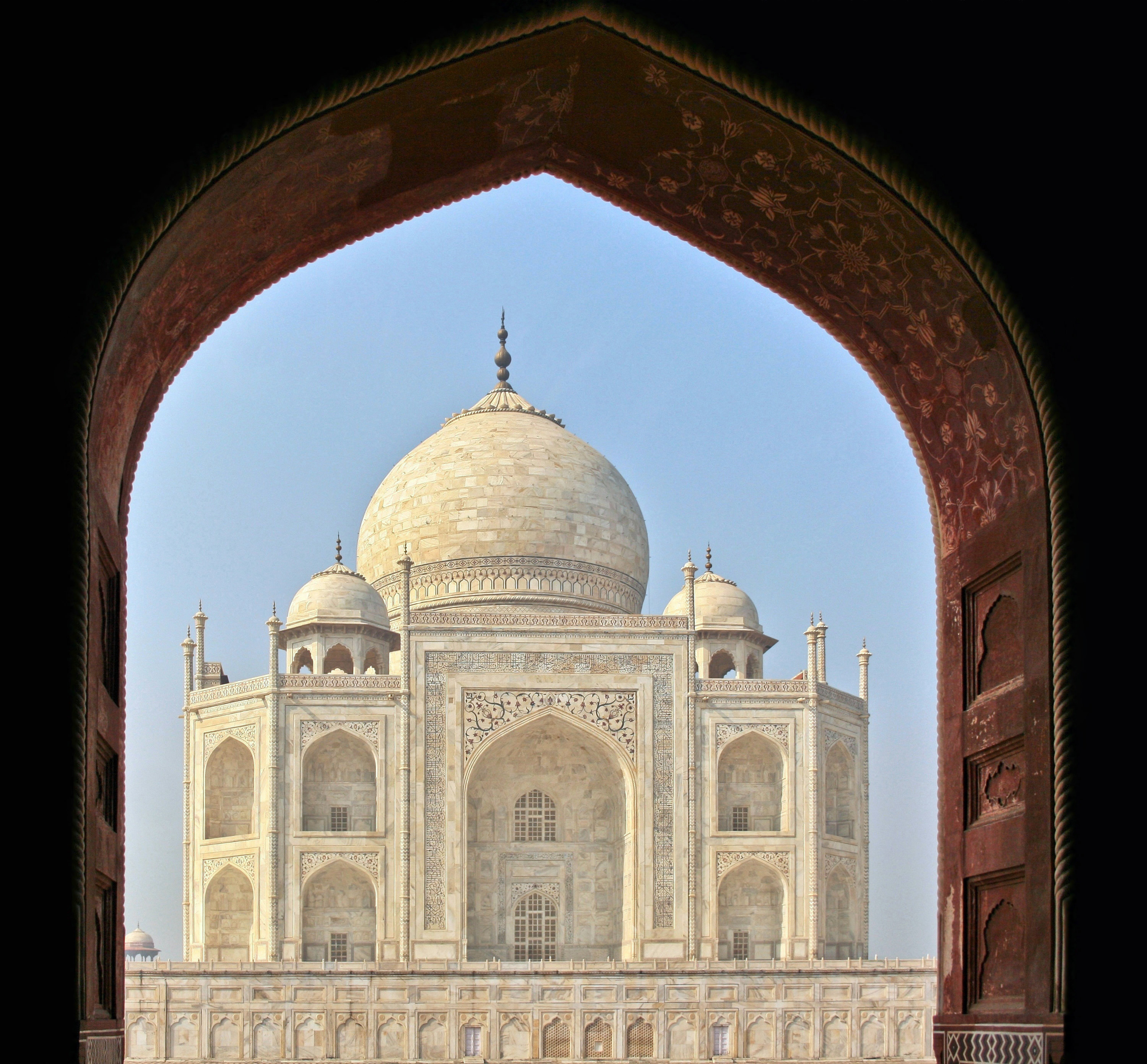
Le départ de cette 19e saison s'est fait dans les rues de Agra, où ils devaient se rendre au Taj Mahal.

Pour cette dix-neuvième saison (la cinquième édition spéciale), sept binômes ayant déjà participé à Pékin Express reviennent en compétition pour s'affronter dans le pays revenu le plus de fois au cours des différentes saisons : l'Inde. Le départ de la compétition est donné par Stéphane Rotenberg (présentateur et directeur de course).
Cette saison est diffusée en France, sur M6, à partir du 14 septembre 2024.
Ce sont le grand-père et son petit-fils Jean-Claude et Axel qui remportent cette dix-neuvième édition. Ils n'empochent pas d'argent (ce qui est une première, toutes éditions confondues), ayant perdu 50 000 € lors des sprints intermédiaires.

#### 20esaison:La Route des tribus légendaires
Pour cette vingtième saison, les binômes s'affrontent sur un parcours africain. Les pays visités sont la Tanzanie, le Mozambique, le Lesotho et l'Afrique du Sud.
Cette saison est tournée au mois d'octobre 2024 et sera diffusée en France, sur M6 dès le 16 janvier 2025.

#### 21esaison:La Route des Glaces
Pour cette saison, Pékin Express s'envole pour le Kazakhstan.

### Audiences et diffusion en France
| Saison               | Jour et horaire de diffusion        | Lancement              | Lancement      | Lancement | Finale                 | Finale         | Finale  | Moyenne          | Moyenne        | Moyenne           | Revenus publicitaires    |
| Saison               | Jour et horaire de diffusion        | Nb. de télespectateurs | PDM 4 ans et + | Réf.      | Nb. de télespectateurs | PDM 4 ans et + | Réf.    | Audience moyenne | PDM 4 ans et + | Réf.              | Revenus publicitaires    |
| -------------------- | ----------------------------------- | ---------------------- | -------------- | --------- | ---------------------- | -------------- | ------- | ---------------- | -------------- | ----------------- | ------------------------ |
| Saison 1 (2006)      | Dimanche à 18 h 20 Samedi à 20 h 50 | 3 200 000              | 18,4 %         | [ 101 ]   | 2 900 000              | 14 %           | [ 15 ]  | 2 900 000        | 16 %           | [ 15 ]            | 8 900 000 € (566 spots)  |
| Saison 2 (2007)      | Mardi à 20 h 50                     | 4 090 000              | 17 %           | [ 17 ]    | 3 500 000              | 15,2 %         | [ 103 ] | 3 852 000        | 15,4 %         | [réf. nécessaire] | 14 600 000 € (572 spots) |
| Saison 3 (2008)      | Mardi à 20 h 50                     | 4 140 000              | 17,8 %         | [ 104 ]   | 4 250 000              | 18,2 %         | [ 105 ] | 3 931 417        | 15,9 %         | [réf. nécessaire] | 17 100 000 € (734 spots) |
| Saison 4 (2009)      | Vendredi à 20 h 40                  | 3 550 000              | 15,9 %         | [ 106 ]   | 3 400 000              | 17,3 %         | [ 107 ] | 3 486 000        | 16,4 %         | [réf. nécessaire] | 22 800 000 € (763 spots) |
| Saison 5 (2010)      | Mardi à 20 h 45                     | 3 600 000              | 14,7 %         | [ 108 ]   | 3 300 000              | 15,3 %         | [ 109 ] | 3 310 800        | 13,9 %         | [réf. nécessaire] | 24 400 000 € (801 spots) |
| Saison 6 (ES, 2010)  | Samedi à 20 h 50                    | 3 400 000              | 16,6 %         | [ 110 ]   | 2 700 000              | 13,9 %         | [ 111 ] | 2 677 125        | 12,8 %         | [réf. nécessaire] | 14 100 000 € (585 spots) |
| Saison 7 (2011)      | Mercredi à 20 h 50                  | 2 740 000              | 12,7 %         | [ 112 ]   | 2 980 000              | 14 %           | [ 113 ] | 2 628 000        | 12,3 %         | [réf. nécessaire] | 21 800 000 € (902 spots) |
| Saison 8 (ES, 2012)  | Mercredi à 20 h 50                  | 3 500 000              | 15 %           | [ 115 ]   | 3 660 000              | 17 %           | [ 116 ] | 3 500 000        | 15 %           | [ 117 ]           | Non connu.               |
| Saison 9 (2013)      | Mercredi à 20 h 50                  | 3 250 000              | 13,5 %         | [ 118 ]   | 2 710 000              | 12,4 %         | [ 119 ] | 2 690 000        | 11,6 %         | [réf. nécessaire] | Non connu.               |
| Saison 10 (ES, 2014) | Mercredi à 20 h 50                  | 2 920 000              | 13,1 %         | [ 120 ]   | 2 010 000              | 9,4 %          | [ 121 ] | 2 300 000        | 10,1 %         | [ 122 ]           | Non connu.               |
| Saison 11 (2018)     | Jeudi à 21 h Mercredi à 21 h        | 2 674 000              | 15,1 %         | [ 123 ]   | 2 447 000              | 14,5 %         | [ 124 ] | 2 461 000        | 14,5 %         | [ 125 ]           | Non connu.               |
| Saison 12 (2019)     | Jeudi à 21 h                        | 2 562 000              | 14,9 %         | [ 126 ]   | 1 970 000              | 11,3 %         | [ 127 ] | 2 150 000        | 12,8 %         | [ 125 ]           | Non connu.               |
| Saison 13 (ES, 2020) | Mardi à 21 h 5                      | 2 545 000              | 12,2 %         | [ 128 ]   | 3 406 000              | 13,7 %         | [ 129 ] | 2 762 000        | 12,3 %         | [réf. nécessaire] | Non connu.               |
| Saison 14 (2021)     | Mardi à 21 h 5                      | 2 890 000              | 13,6 %         | [ 130 ]   | 2 993 000              | 14,3 %         | [ 131 ] | 2 670 000        | 12,7 %         | [ 132 ]           | Non connu.               |
| Saison 15 (2022)     | Jeudi à 21 h 10                     | 2 335 000              | 12,5 %         | [ 133 ]   | 1 941 000              | 10,7 %         | [ 134 ] | 2 030 000        | 11,1 %         | [ 135 ]           | Non connu.               |
| Saison 16 (ES, 2022) | Mercredi à 21 h 10                  | 1 895 000              | 11,6 %         | [ 136 ]   | 1 770 000              | 12,5 %         | [ 137 ] | 1 600 000        | 10,6 %         | [ 138 ]           | Non connu.               |
| Saison 17 (2023)     | Jeudi à 21h10                       | 2 130 000              | 11,5 %         | [ 139 ]   | 2 200 000              | 11,9 %         | [ 140 ] | 1 926 000        | 10,8 %         | [ 141 ]           | Non connu.               |
| Saison 18 (2024)     | Jeudi à 21h10                       | 2 289 000              | 12 %           | [ 142 ]   | 1 605 000              | 9,9%           | [ 143 ] | 1 774 000        | 10,8%          | [réf. nécessaire] | Non connu.               |
| Saison 19 (ES 2024)  | Samedi à 21h10                      | 1 360 000              | 7,5%           | [ 144 ]   | 973 000                | 5,5%           | [ 145 ] | 984 000          | 6,2%           | [réf. nécessaire] | Non connu.               |
| Saison 20 (2025)     | Jeudi à 21h10                       | 1 900 000              | 9,7%           | [ 146 ]   |                        |                |         |                  |                |                   |                          |
| Saison 21 (2025)     |                                     |                        |                |           |                        |                |         |                  |                |                   |                          |

Légende :
- plus hauts scores d'audience
- plus bas scores d'audience

| Légende : Saison 2 / Saison 3 / Saison 4 / Saison 5 / Saison 6 (ES) / Saison 7 / Saison 8 (ES) / Saison 9 / Saison 10 (ES) |

| Légende : Saison 11 / Saison 12 / Saison 13 (ES) / Saison 14 / Saison 15 / Saison 16 (ES) / Saison 17 / Saison 18 / Saison 19 (ES) |

## Tournage

### Production et organisation
Depuis la saison 3, chaque saison est produite pour Studio 89 Productions, par une société de production exécutive. Jusqu'à la saison 10, toutes les saisons étaient co-réalisées, par deux, voire trois réalisateurs.
| Saisons               | 1                                     | 2                                     | 3                                     | 4                                     | 5                                      | 6                                      | 7                                      | 8                                      | 9                                      | 10                                     | 11                          | 12                          | 13                          | 14                          | 15                          | 16                          | 17                          | 18                          | 19                          | 20                          |
| Société de production | Studios 89 Productions                | Studios 89 Productions                | Studios 89 Productions                | Studios 89 Productions                | Studios 89 Productions                 | Studios 89 Productions                 | Studios 89 Productions                 | Studios 89 Productions                 | Studios 89 Productions                 | Studios 89 Productions                 | Studios 89 Productions      | Studios 89 Productions      | Studios 89 Productions      | Studios 89 Productions      | Studios 89 Productions      | Studios 89 Productions      | Studios 89 Productions      | Studios 89 Productions      | Studios 89 Productions      | Studios 89 Productions      |
| Production exécutive  |                                       |                                       |                                       |                                       | GTNCO Productions[source insuffisante] | GTNCO Productions[source insuffisante] | GTNCO Productions[source insuffisante] | GTNCO Productions[source insuffisante] | GTNCO Productions[source insuffisante] | GTNCO Productions[source insuffisante] | Label Aventure Productions, | Label Aventure Productions, | Label Aventure Productions, | Label Aventure Productions, | Label Aventure Productions, | Label Aventure Productions, | Label Aventure Productions, | Label Aventure Productions, | Label Aventure Productions, | Label Aventure Productions, |
| Réalisateurs          |                                       |                                       |                                       | Sébastien Zibi                        | Sébastien Zibi                         | Sébastien Zibi                         | Sébastien Zibi                         | Jan Dierickx                           | Jan Dierickx                           | Jean-Philippe Vallespir                | Sébastien Zibi              | Sébastien Zibi              | Sébastien Zibi              | Sébastien Zibi              | Sébastien Zibi              | Sébastien Zibi              | Sébastien Zibi              | Sébastien Zibi              | Sébastien Zibi              | Sébastien Zibi              |
| Réalisateurs          | Francis Coté                          | Francis Coté                          | Francis Coté                          | Laurent Villevieille                  | Laurent Villevieille                   | Laurent Villevieille                   | Laurent Villevieille                   |                                        | Franck Septier                         | Franck Septier                         |                             |                             |                             | Franck Septier              |                             |                             |                             |                             |                             |                             |
| Réalisateurs          | Pierre Leix-Cote[source insuffisante] | Pierre Leix-Cote[source insuffisante] | Pierre Leix-Cote[source insuffisante] | Pierre Leix-Cote[source insuffisante] |                                        | Pierre Leix-Cote                       |                                        |                                        |                                        |                                        |                             |                             |                             |                             |                             |                             |                             |                             |                             |                             |

### Lieux
Pékin Express a été tourné dans de nombreuses régions du monde depuis la première saison. Les cinq continents ont servi, au moins une fois, de lieu de tournage, avec 47 pays traversés en 21 saisons et une majorité de tournages en Asie.
La particularité de l'émission, qui veut qu'en une seule et même saison, les candidats et les équipes techniques traversent plusieurs pays, entraîne parfois des problèmes avec les autorités locales. C'est par exemple le cas lors de la saison 10, où une cinquantaine de personnes ont été arrêtées par la police indienne. En cause : la détention de téléphones satellites (servant en cas d'urgence pour les candidats),,. Ou encore, lors de la saison 13, où, à la suite d'un « problème d'autorisation en Mongolie », les équipes ont été stoppées entre la Russie et la Chine, entraînant l'arrêt du tournage pendant deux mois et le rapatriement des équipes en France,.
| Continent        | Pays (Saisons) | Total |
| ---------------- | --- | ----- |
| Afrique          | Afrique du Sud (7, 20), Égypte (7), Kenya (7), Lesotho (7, 20), Ouganda (14), Tanzanie (7, 20), Mozambique (20) | 7     |
| Amérique du Nord | Costa Rica (12), Cuba (9), États-Unis (9), Guatemala (12), Mexique (9) | 5     |
| Amérique du Sud  | Argentine (5), Bolivie (3, 17), Brésil (3, 17), Chili (5), Colombie (12), Équateur (5), Pérou (3), Paraguay (17) | 8     |
| Asie             | Birmanie (10), Bhoutan (10), Cambodge (4), Chine (1, 2, 13), Corée du Sud (8), Émirats arabes unis (15), Inde (2, 6, 10, 19), Indonésie (4, 18), Japon (11), Jordanie (15), Kazakhstan (21), Kirghizistan (15), Laos (4), Malaisie (11, 18), Mongolie (1), Népal (2), Ouzbékistan (15), Philippines (8, 11), Russie(1, 13), Sri Lanka (10, 16), Thaïlande (4), Turquie (14), Viêt Nam (4, 18) | 23    |
| Europe           | France (1), Grèce (14), Russie (1, 13) | 3     |
| Océanie          | Australie (8) | 1     |

L’Éthiopie demeure à ce jour la seule destination initialement prévue dans l’émission à avoir été totalement annulée. En effet, lors de la saison 14 intitulée Sur les pistes de la Terre Rouge, après le tournage des trois premiers épisodes en Ouganda, le tournage du premier épisode en Éthiopie a dû être interrompu. La cause : la crise sanitaire liée au Covid-19, devenue entre-temps une pandémie mondiale, et l’annonce, quelques heures avant la reprise de la course, du confinement en France par Emmanuel Macron. 
Face à cette situation exceptionnelle, les candidats et les équipes de production ont été contraints d’arrêter la course et de rentrer en France. En septembre 2020, après une accalmie de la pandémie, le tournage a pu reprendre en Europe. La saison est finalement renommée La Route des 3 continents. Cependant, les deux autres destinations initialement prévues, l’Éthiopie et les Émirats arabes unis, n’ont pas pu être intégrées à cette saison. À noter que les Émirats arabes unis sont néanmoins devenus le théâtre des deux dernières étapes de la saison 15.

## Musiques
Le thème d'ouverture et de fermeture est un extrait de la bande originale de Les Enfants de Dune : Summon the Worms de Brian Tyler.
De nombreux extraits musicaux diffusés pendant l'émission sont extraits de bandes originales de films, comme Inception de Hans Zimmer, Transformers de Steve Jablonsky ou Le monde de Narnia, de Harry-Gregson Williams.

## Logotypes
L'identité visuelle de l'émission reste semblable à chaque saison. Le logo se compose des mots Pékin et Express, avec le premier inscrit en rouge et le deuxième noté en gris (sauf pour la saison 6, où le doré remplace la couleur rouge du mot Pékin). On trouve aussi une amulette argentée, dans laquelle est représenté un lever ou coucher de soleil. Seul le sous-titre de l'émission change à chaque saison. Particularité pour la saison 13, où il est inscrit « 15 ans » dans l'amulette, en référence à l'anniversaire de l'émission.

Logo de la saison 1.
Logo de la saison 2.
Logo de la saison 3.
Logo de la saison 4.
Logo de la saison 5.
Logo de la saison 6.
Logo de la saison 7.
Logo de la saison 8.
Logo de la saison 9.
Logo de la saison 10.
Logo de la saison 11.
Logo de la saison 12.
Logo de la saison 13.
Logo de la saison 14 (1re version).
Logo de la saison 14 (2e version).
Logo de la saison 15.
Logo de la saison 16
Logo de la saison 17.
Logo de la saison 18.
Logo de la saison 19.
Logo de la saison 20.
Logo de la saison 21.

## Justice
La participation des candidats est considérée comme un travail par la justice.

## Controverses

### Deux anciens collaborateurs dénoncent des tricheries (saisons 3 et 4)
Le 5 mars 2008, Le Canard enchaîné révèle que l’émission serait truquée. L'hebdomadaire s'appuie sur le témoignage de deux anciens collaborateurs : Philippe Bartherotte et Christophe Gallot. Ils déclarent que : « La production sait, dès le départ des étapes, les équipes qu'elle ne veut pas voir perdre et celles qui devront participer aux épreuves qui font le spectacle ». Un conducteur brésilien a accepté d'acheter des chips aux sœurs lilloises lors de la saison 3. Ils déclarent à ce sujet que : « les jours suivants, il a transporté deux autres équipes à plusieurs heures d'intervalle jusqu'à l'arrivée de l'étape ». Christophe Gallot ajoute que : « on est amené à payer des automobilistes. Moi, je leur donne la moitié au début et l'autre à la fin pour que les candidats ne se doutent de rien ». Certains candidats auraient d'ailleurs protesté contre ces pratiques durant le tournage, à l'instar de Terence et Olivia (toujours en saison 3), qui auraient menacé de quitter le jeu. Une note de Cendrine Gentil, la rédactrice en chef, diffusée aux équipes techniques a aussi été révélée. Il y est dit : « Attention à Terence et Olivia ! Ce petit couple aux faux airs angéliques se révèle être des vipères depuis deux étapes, un véritable poison [...]. Le plus emmerdant est qu’ils protègent leur image [...]. Ils sont puants, fourbes, manipulateurs et menteurs [...]. Faites en sorte de ne pas les laisser s’en sortir comme ça ! [...] Tout ce qui montre leur état d’esprit d’égoïsme, de faiblesse, de nullité d’esprit, surtout, vous les tournez. [...] Ne coupez pas la caméra par pudeur. »,.
La chaîne et la société de production ont tout de suite réagi. D'une part concernant la note interne, elles déclarent : « Nous désapprouvons le ton méprisant de cette note interne. Mais il ne s’agit que de simples indications de tournage. En réalité, les choses ne se passent jamais comme prévu. Ces consignes ne sont qu’une façon d’aider les journalistes. ». Expliquant ensuite que « les débordements de Cendrine Gentil sont dus aux difficiles conditions de tournage de l’épreuve. ». D'autre part, concernant les accusations de triche, M6 et Studio 89 Productions annoncent vouloir porter plainte pour diffamation. La chaîne riposte en déclarant au sujet de Philippe Bartherotte : « Il a eu un coup de cœur pour une interprète, laquelle a quitté Pékin Express. Il a souhaité quitter la course à son tour tout en étant payé jusqu’au bout. Nous avons refusé. Et maintenant, il se venge. ». Ce à quoi le journaliste répond : « Ma vie privée ne regarde que moi. J’ai quitté Pékin Express à Uyuni, non pas pour des raisons sentimentales, mais bien parce que je ne voulais pas être mêlé davantage à ce qui risque d’être une escroquerie. Il y a tout de même 100 000 euros à gagner. M6 joue avec la vie des candidats sur des routes dangereuses. C’est moralement inacceptable. », avouant cependant qu'il a bel et bien réclamé l'intégralité de son salaire : « Je considère que mon employeur s’est mis en faute en ne respectant pas la probité de l’épreuve. Dans ces conditions, M6 me doit donc l’intégralité de mon salaire. »,.
Le 8 mars 2008, l'émission de Paul Amar, Revu et corrigé, a évoqué l'affaire en présence notamment de Philippe Bartherotte et de Pauline et Aurélie, les sœurs lilloises de la saison 3.
Finalement, ni la chaîne, ni la société de production n'ont porté plainte contre leurs deux anciens collaborateurs.
Le 28 janvier 2009, Philippe Bartherotte publie La Tentation d'une île. Dans ce livre, il décrit notamment les méthodes de la production de Pékin Express.
Pour éviter de nouvelles accusations lors de la quatrième saison, la décision a été prise de déposer tout le déroulement du jeu chez un huissier de justice, qui scelle par ailleurs le contenu de l'enveloppe noire avant le début du tournage. En outre, les journalistes et les cameramans se sont engagés, par écrit, à ne favoriser ni aider aucun candidat.
En 2011, Philippe Bartherotte a cependant décidé d'assigner la société de production Studio 89 Productions en justice, avec l'aide de Me Assous. Il réclame au conseil de prud'hommes, « le paiement de ses heures supplémentaires, la condamnation de son ex-employeur pour travail dissimulé et la conversion de ses CDD en CDI ». C'est donc sur un sujet concernant le droit du travail que le journaliste souhaite obtenir 1 200 000 €. Finalement, en 2013, après un procès en appel, la société de productions a été condamnée à verser 500 000 € de dommages et intérêts au « titre d'indemnités pour travail dissimulé, requalification des contrats à durée déterminée d'usage et défaut de respect de la procédure de licenciement »,. En juin 2014, malgré un nouveau procès en cassation, Studios 89 Productions est définitivement condamnée à verser 504 553 € à Philippe Bartherotte.

### Stéphane Rotenberg aurait menti durant la finale (saison 9)
L'émission Touche pas à mon poste ! révèle que lors de la finale de la neuvième saison, le présentateur Stéphane Rotenberg aurait menti aux téléspectateurs. En effet, en voix off, il affirme que les deux binômes encore en course n'ont que deux minutes d'écart. Cependant, il semblerait que l'écart était en fait supérieur à vingt minutes, comme le montre l'heure affichée par la tablette sur laquelle les deux équipes découvrent le lieu d'arrivée[réf. nécessaire].

### Le départ en Birmanie (saison 10)
De nombreux internautes n'ont pas apprécié le fait que le départ de la dixième saison soit donné en Birmanie. En cause : la répression et le génocide des Rohingyas exercé dans le pays. Le hashtag « contrepekinexpress2014 » a fleuri sur les réseaux sociaux et de nombreuses pétitions ont été lancées. L'une d'elles atteignant près de 27 000 signatures, une autre environ 36 000. Stéphane Rotenberg a alors tenté de défendre le programme, au micro d'Europe 1, déclarant que : « Il y a encore deux ans, on ne pouvait pas y aller et les Birmans n'avaient pas le droit de recevoir des étrangers chez eux. Dans la plupart des cas, ils sont ravis d'enfin rencontrer des gens et d'accueillir des étrangers. Ce pays n'a pas encore un système politique qui soit au niveau des nôtres et il y a, bien évidemment, encore beaucoup de choses qui ne vont pas. ». Ajoutant ensuite « qu'aller quelque part, ce n'est pas cautionner un régime : vous allez aux États-Unis, vous n'êtes pas forcément pour la peine de mort. [...] Pékin Express n'est pas une émission à message, c'est un appel à la tolérance permanente et à l'ouverture. »,. De nombreux annonceurs et partenaires ont cependant décidé de suspendre leur partenariat avec l'émission. C'est notamment le cas de l'enseigne H&M et des marques Eleven Paris et Twins for Peace (enseignes vestimentaires). La chaîne a même décidé de retirer l'onglet « Partenaires » du site internet de Pékin Express, face à la polémique grandissante.

## Émissions dérivées
Quasi après chaque épisode depuis la saison 4, une suite est diffusée en suivant. Le concept change souvent, mais le format est semblable : une émission d'environ 1 h, qui vient compléter l’épisode diffusé, où apparaissent les candidats de la saison en cours, ou d'anciens candidats et qui permet de découvrir des images inédites, des interviews, des moments drôles, etc. Ci-après, la liste de ces suites, par saison :

### Pékin Express: L'aventure continue(saisons 4 et 5)
Cette émission, diffusée dès le deuxième épisode de la saison 4 et durant toute la saison 5, est l’occasion de découvrir des images inédites de l'épisode précédent, les impressions des derniers candidats éliminés, les coulisses de l'émission et les meilleurs moments (drôles, insolites) toutes saisons confondues,.

### Duos de choc: Ils nous disent tout(saison 6)
Cette émission est diffusée après la demi-finale et la finale de la sixième saison. Elle est l'occasion pour Stéphane Rotenberg de retrouver les candidats en plateau, et de revenir sur leur aventure. Ils en visionnent des extraits et peuvent réagir par la suite,.

### Pékin Express: Ils vous disent tout(saison 7)
Après la finale de la saison 7, les candidats ayant participé à l'émission reviennent sur leur aventure. C'est l'occasion pour le téléspectateur d'en savoir plus sur les coulisses de l’émission, en voyant notamment des images inédites,.

### Pékin Express: Ils ne vous ont pas tout dit(saisons 8 et 9)
L'émission est diffusée après la finale de la saison 8, et se déroule sur le même principe que Pékin Express : Ils vous disent tout. Les candidats de la saison passée se réunissent et racontent les coulisses du programme, en découvrant des images inédites.
Pour la saison 9, ce sont les passagers mystères (les célébrités invitées) qui, après chaque épisode, reviennent sur leur aventure. Le principe est le même que lors de la saison 8.

### Pékin Express: Le tour du monde de l'inattendu(saison 10)
En plateau, Stéphane Rotenberg retrouve quatre candidats des saisons passées. L'occasion pour eux de répondre à des questions sur les pays empruntés par la course, et de réaliser des défis. Cela permet au téléspectateur d'en savoir plus sur la culture, le mode de vie et les traditions culinaires de ces pays.

### Pékin Express: Itinéraire bis(saisons 11 à 17)
Après chaque épisode, deux anciens candidats empruntent un itinéraire bis à celui de la course. Le binôme doit effectuer des missions spéciales et avancer sur le parcours. Ils disposent d'une carte bancaire, sur laquelle est crédité un montant à ne pas dépasser. En parallèle, des images inédites de l'épisode passé sont diffusées, ainsi qu'une interview du binôme éliminé, des moments marquants des saisons précédentes, et enfin (depuis la saison 12) une parodie de l'épisode intitulée Péquin moyen.
Candidats participants :
- saison 11 : Ludovic et Samuel (vainqueurs de la saison 8) qui réalisent cet itinéraire bis[183],[185],
- saison 12 : Hoang (saisons 5 et 6) et Mehdi (saison 11) qui prennent la place des frères belges[3],[186],[187],
- saison 13 : Laetitia et Aurélie, vainqueurs de la saison 12[150],[188],
- saison 14 : Fabrice et Briac, candidats de la saison 12[189],
- Saison 15 : Julie et Denis, finalistes de la saison 9 et vainqueurs de la saison 13,
- Saison 16 : Aurore et Jonathan, candidats forcés à l'abandon lors de la saison 14,
- Saison 17 : Tarik et Ahmed, demi-finalistes de la saison 15.

### Sur la route avec Stéphane Rotenberg(saison 12)
L'émission est diffusée en exclusivité sur le service 6play au cours de la douzième saison. Elle permet à Stéphane Rotenberg, de faire découvrir au téléspectateur des secrets insolites sur les pays traversés.

### Pékin Express: French Tour(saison 12)
Cette émission est diffusée exclusivement sur 6play en France, et sur RTL Play en Belgique. Elle est l'occasion pour Ludovic, vainqueur de la huitième saison, en binôme, non pas avec Samuel, son frère, mais avec Skippy, son cameraman, d'effectuer un French Tour. Le principe est sensiblement le même que dans Pékin Express, mais le duo reste en France. Ils disposent d'un euro par jour et par personne et ont cinq jours pour rallier le Champ de Mars à Paris au Vieux-port de Marseille,,.

### Débrief Express: Retour sur la course(saisons 18-19)
Durant la deuxième partie de soirée, des candidats emblématiques ainsi que des candidats de cette nouvelle saison découvrent et réagissent à l'épisode fraîchement diffusé depuis le canapé de l'appartement Pékin Express. C'est aussi l'occasion de nous dévoiler des images inédites, des anecdotes et même des coulisses de l'émission. Enfin, c'est le retour de la désormais incontournable séquence parodique de Pékin Express : Péquin Moyen.

### "Les Trésors de Pékin Express" (saison 19)
En troisième partie de soirée, après Débrief Express,,

### "Qui peut battre Ryad et Louison?" (saison 20)
Durant la saison 20, à la place de Débrief Express, des duels entre Ryad et Louison, les inconnus de la saison 18 et des candidats emblématiques des saisons précédentes ont lieu en suivant la course, à la manière d' "Itinéraire bis".
Après la finale, un épisode commémoratif pour les 20 ans de Pékin Express est diffusé, évoquant les meilleurs moments des 20 saisons passés, narré par Stéphane Rotenberg.

## Autour de l’émission

### Solidarité Express
En 2010, Albert et Laurence Leone, vainqueurs de la quatrième saison, s'associent avec six autres candidats et décident de créer une association ayant pour but de venir en aide aux populations qui les ont accueillis durant leur aventure. Ils la baptisent Solidarité Express en référence au nom de l'émission,. L'association paraît dans le Journal officiel Associations le 9 octobre 2010. Rejoints par d'anciens candidats (une quarantaine au total), l'association sort, en juillet 2011, un single intitulé sobrement Solidarité Express,. Dix ans après la création, en 2020, selon le site asso1901.com, l'association n'a pas donné signe d'une quelconque activité depuis plus de 3 ans, sans cependant que sa dissolution n'ait été déclarée au Journal officiel.

### Jeux vidéo
Le 27 février 2009, la société Mindscape adapte la deuxième saison de l'émission en un jeu vidéo pour console portable Nintendo DS.
Le 20 novembre 2009, c'est en un jeu pour console Wii, que Mindscape adapte la quatrième saison.
En 2011, Pékin Express a été adapté sous la forme d'un jeu en ligne développé par la société Bulkypix, sous le nom de Pékin Express Online, ou Pékin Express : le jeu.

### Jeux de société
En 2007, la société Kerlude adapte le programme en jeu de société.
En 2022, une nouvelle adaptation sortira par la société Lansay.